# Seconde guerre italo-éthiopienne
Campagne d'Abyssinie
Pour l’article homonyme, voir Première guerre italo-éthiopienne.
Batailles
Front septentrional
- Invasion de l’Abyssinie
- Offensive de Noël
- 1re Tembén
- Amba Aradom
- 2e Tembén
- Shiré
- Maychew
- Marche de la volonté de fer

Front méridional
- Qorahe
- Genalé Dorya
- Ogaden

La seconde guerre italo-éthiopienne ou campagne d'Abyssinie est un conflit opposant l'Italie fasciste de Benito Mussolini à l'empire d'Éthiopie de Haïlé Sélassié Ier du 3 octobre 1935 au 9 mai 1936. Elle constitue la seconde tentative de l'Italie de s'emparer du pays après la victoire éthiopienne d'Adoua de 1896 lors de la première tentative italienne, victoire non seulement militaire mais aussi politique et diplomatique puisqu'elle avait garanti à cet État africain son indépendance et sa reconnaissance internationale. L'Éthiopie et l'Italie appartiennent à la Société des Nations, qui, selon sa charte, a pour mission d'assurer la prévention des guerres au travers du principe de sécurité collective.
Le déclenchement de cette guerre entraîne ainsi le retrait de l'Italie de la Société des Nations et son rapprochement avec l'Allemagne nazie. Parallèlement, l'incapacité de la Société des Nations à empêcher l'invasion la discrédite sur le plan international, à la veille de la Seconde Guerre mondiale. Malgré la supériorité technologique et logistique des Italiens et l'emploi massif d'armes chimiques, une résistance armée à l'occupation italienne, jamais totalement annihilée, persiste jusqu'au 5 mai 1941, date de la libération d'Addis-Abeba à l'issue de la campagne d'Afrique de l'Est, menée depuis le nord du pays par les forces britanniques et la 1re division française libre ainsi que par les forces belges au sud du pays.

## Origines, contexte et déclenchement de la crise

### Contextes nationaux
Au cours des premières décennies du XXe siècle, l'Éthiopie et l'Italie connaissent d'importants bouleversements politiques et économiques, créant les conditions d'une montée des tensions entre les deux États, voisins depuis les conquêtes italiennes en Afrique de l'Est.
Depuis le milieu du XIXe siècle, l'Éthiopie est entrée dans une période de centralisation et de modernisation, accélérée à partir de la fin du règne de Menelik II (r. 1889-1913). Le décès de ce dernier est suivi par une crise politique et l'arrivée au pouvoir de son petit-fils, Ledj Iyasu, dans une atmosphère tendue. Conditions de succession critiquées, politique religieuse remise en cause et antagonisme envers les puissances coloniales voisines (Italie, France et Royaume-Uni) marquent ce court règne de trois années. Il s'achève à la suite d'un coup d'État soutenu par l'Église orthodoxe éthiopienne et une partie de la noblesse, le 27 septembre 1916 et qui porte Zewditou Ire à la tête de l'empire. La souveraine doit néanmoins composer avec Teferi Mekonnen, futur Haïlé Sélassié Ier. La cour éthiopienne des années 1920 devient alors le théâtre d'oppositions entre le parti dit conservateur, représenté par Zewditou, et celui des progressistes, mené par Teferi. Les deux personnalités parviennent malgré tout à cohabiter et diverses réformes, soutenues par les progressistes, sont adoptées : abolition de l'esclavage, modernisations socio-économiques et ouverture au monde extérieur symbolisée par l'adhésion du pays à la Société des Nations en 1923. Ce processus se poursuit après le 2 avril 1930, date de l'arrivée au pouvoir de Haïlé Sélassié Ier. Ces efforts de centralisation vont toutefois se heurter à la politique plus offensive des Italiens et notamment dans la région de l'Ogaden, province dans laquelle l'incident de Welwel a lieu en 1934.

La marche sur Rome, 1922.
L'arrivée au pouvoir des fascistes en Italie va idéologiquement relancer le thème de la conquête coloniale.

En Italie, l'arrivée au pouvoir des fascistes en 1922 a relancé idéologiquement les aspirations coloniales de Rome. L'idée de la restauration de la gloire de l'Empire romain constitue une menace évidente pour l'Éthiopie, « symbole permanent et insultant de la frustration coloniale italienne ». Divers arguments sont avancés pour justifier les nécessités de coloniser une nouvelle terre, une opinion qui apparaît dès la fin du XIXe siècle. La rhétorique de Benito Mussolini s'articule autour du thème d'une « Italie prolétaire », « pauvre de capitaux » face aux « nations capitalistes ». L'Éthiopie offre aussi bien de vastes terres agricoles adaptées au « paysan italien » que des richesses naturelles, nécessaires à la politique d'industrialisation voulue par Mussolini.
Un autre argument est celui des injustices que subirait l'Italie. Ainsi, lorsque les Alliés discutent au cours de la Première Guerre mondiale de la redistribution des colonies ennemies après le conflit, le gouvernement de Rome en profite pour rappeler ses aspirations dans la corne de l'Afrique. Toutefois, ses demandes ne peuvent être satisfaites. L'Italie demande la cession en sa faveur de la côte française des Somalis et du Somaliland britannique, une perte bien trop lourde pour les deux États européens.
Enfin, les difficultés politiques des fascistes sur la scène italienne auraient poussé, d'après Bahru Zewde, le Duce sur le terrain international, une sorte de « tactique de diversion ». Il explique que « la guerre devient impérative non seulement pour la relance de l'économie mais également comme un moyen de psychothérapie collective ». Un conflit est par conséquent l'occasion de « renforcer la fierté italienne » et démontrer que le fascisme peut permettre au pays de jouer un rôle dans le monde.
Face à une Éthiopie à peine relevée d'une phase de vive agitation politique et en pleine réforme centralisatrice, l'Italie prépare méthodiquement l'invasion d'un pays affaibli et mal équipé pour résister à une armée moderne.

### Les tumultueuses relations italo-éthiopiennes

#### Adoua, origine première de la guerre

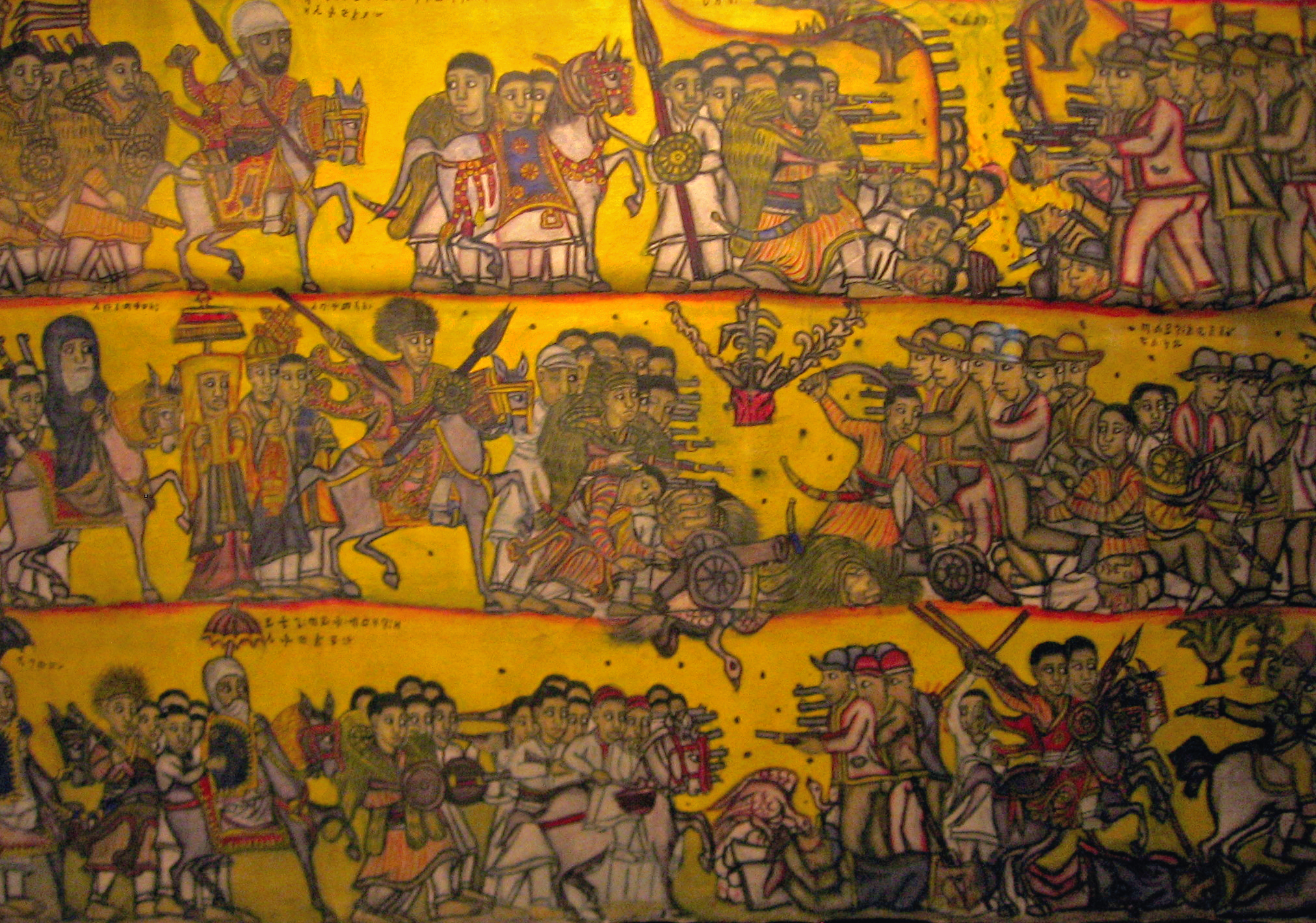
Représentation éthiopienne de la bataille d'Adoua.
Elle marque la fin du premier conflit et le gouvernement italien l'évoque souvent afin de justifier le besoin de venger cette « humiliation ».

Les contacts poussés entre l'Italie et l'Éthiopie s'établissent au cours des deux dernières décennies du XIXe siècle. L'Italie s'installe à Metsewa en 1885, d'où elle lance son projet d'expansion coloniale dans la corne de l'Afrique. Plusieurs affrontements vont s'ensuivre au cours de la première guerre italo-éthiopienne qui s'achève par la victoire de l'empire éthiopien lors de la bataille d'Adoua le 1er mars 1896. Malgré leur défaite, les Italiens ont conservé la colonie d'Érythrée qu'ils ont établie en 1890.
L'origine la plus ancienne de la guerre semble bien être la bataille d'Adoua. C'est du moins le point de départ choisi par la littérature politique. Adoua est amplement « exploitée » par le pouvoir politique italien comme le lieu d'humiliation appelant à une « revanche » de la « civilisation » sur la « barbarie ». Cette remarque de Berhanou Abebe est appuyée par l'avis de Paul Henze qui estime que de nombreux Italiens « brûlaient de venger la défaite d'Adoua de 1896 », un élément parfaitement saisi par Mussolini et dont il se sert pour soulever la population italienne en faveur d'une conquête de l'Éthiopie.
Adoua n'a toutefois pas mis un terme aux contacts entre les deux États puisqu'une année après la bataille, les rapports diplomatiques sont rétablis. Rome ne pouvant ignorer ce voisin, elle coordonne d'abord sa politique vis-à-vis de l'empire africain avec la France et le Royaume-Uni. Ce rapprochement est marqué par l'accord tripartite de 1906, signé par les trois puissances européennes. Le texte leur reconnaît des intérêts spécifiques en Éthiopie. Seulement, les Italiens, à la différence des Britanniques et des Français, évitent de décrire avec précision les zones d'influence qu'ils revendiquent. L'Italie précise, vaguement, qu'elle désire sous son hégémonie l'hinterland érythréen et somalien, soit le nord et le sud-est de l'Éthiopie.

#### Une politique italienne plus offensive à l'égard de l'Éthiopie
Les ambitions impérialistes italiennes ne sont pas ouvertement dévoilées ; au contraire, il semble y avoir dans les années 1920 un rapprochement entre les deux pays.
Ainsi, en 1924, Teferi Mekonnen est accueilli en Italie par une foule enthousiaste clamant « Vive l'Éthiopie ! Vive Teferi ! ». Par ailleurs, les Italiens proposent la cession du port d'Asseb en échange de concessions économiques, un arrangement refusé par l'Éthiopie. Le 2 août 1928, les deux pays signent le Traité de Paix et d'amitié censé durer vingt ans. L'annexe, prévoyant la construction d'une route Asseb-Dessé, constitue l'un des principaux objets du traité.
Cet accord se révèle plutôt symbolique, aucun des deux pays n'ayant véritablement assuré la mise en œuvre des travaux. Le texte ne parvient pas à cacher la politique plus offensive menée par Rome. Elle se fonde sur deux axes : la politique de subversion, appelée « politique tigréenne », et la politique de persuasion, ou « politique Choane ». La première consiste à monter les populations du Tigré, du Godjam, du Bégemeder et du Wello contre le pouvoir central Choa. Elle est menée par Corrado Zoli, gouverneur d'Érythrée de 1928 à 1930. En même temps, à Addis-Abeba, la légation italienne dirigée par Giuliano Cora mène la politique de persuasion. Plusieurs consulats sont ouverts au début du XXe siècle, à Adoua, Gonder, Debre Marqos et Dessé. Les agents y travaillant récoltent de nombreuses informations politiques et militaires,.
Bahru Zewde compare cette période des années 1920 à celle pré-Adoua, d'autant plus que les Britanniques, tout comme dans les années 1890, approuvent implicitement. En 1925, un accord est signé entre ces deux puissances européennes dans lequel elles définissent leurs priorités économiques en Éthiopie. Bahru Zewde remarque l'« ironie » d'un accord conclu concernant un pays ayant rejoint la Société des Nations à peine deux ans auparavant, se « moquant » ainsi du statut d'égalité supposé. Il souligne également qu'il y a là « un avant-goût de ce qui allait advenir : l'impuissance de la Société des Nations (SDN) à arrêter l'invasion italienne ». Celle-ci est d'ailleurs le lieu où l'Italie s'oppose le plus ouvertement à l'Éthiopie. Elle y dénonce l'aspect « primitif » d'un pays où l'esclavage n'est toujours pas éradiqué. Il s'agit de présenter cet État comme un membre illégitime. La chanson de propagande Faccetta nera illustre la mentalité de l'époque.

#### Tensions dans l'Ogaden
À partir de 1924, les Italiens prennent possession de nombreuses localités stratégiques de l'Ogaden en raison des puits s'y trouvant, parmi lesquelles Geregube, Welwel, Werder et Geladi,. À la fin du mois d'octobre 1926, l'Éthiopie, ayant constaté de nombreuses patrouilles italiennes dans la province, décide de réagir. En juin 1927, une expédition est envoyée dans la région mais elle prend rapidement fin en raison des discussions autour du traité de 1928. Durant ces débats, Mussolini va d'ailleurs refuser d'ajouter au traité une quelconque référence aux frontières et à leur délimitation, et ce afin d'entretenir la confusion, et y maintenir la présence italienne. La pénétration italienne se poursuit et les soldats parviennent à effectuer la construction d'une route de Damot à Geladi, une zone en territoire éthiopien.
Au cours des années 1931-1932, l'Italie planifie clairement une invasion et crée, d'après Harold Marcus, un « environnement dans lequel ils [les Italiens] seraient capables de détruire l'indépendance de l'Éthiopie ». 1932 semble être l'année clé puisqu'elle marque le début de l'accumulation du matériel de guerre italien en Érythrée ainsi que de l'envoi de forces gouvernementales éthiopiennes dans la région de l'Ogaden afin de prévenir une intrusion. Cette date est également considérée par Bahru Zewde comme le début de la préparation de l'offensive italienne. En fait, il y voit le rôle du contexte européen et note que la décision de Mussolini semble « irréversible » après l'échec de ses ambitions irrédentistes en Autriche, à la suite de la confrontation avec Hitler dans le col du Brenner. John Spencer est plus précis et évoque le mois de novembre 1932 comme point de départ du développement du plan d'invasion des Italiens qui prévoient d'utiliser aussi bien l'Érythrée que la Somalie comme base d'opérations.
La pénétration italienne se fait en pleine phase de centralisation et de consolidation de l'autorité gouvernementale éthiopienne. Haïlé Sélassié Ier souhaite ouvrir des bureaux administratifs et des marchés près des points d'eau et des puits. Dans ces conditions, l'inévitable incident a lieu à Welwel en 1934. Il va constituer pour Mussolini le « casus belli » justifiant l'invasion.

#### L'incident de Welwel

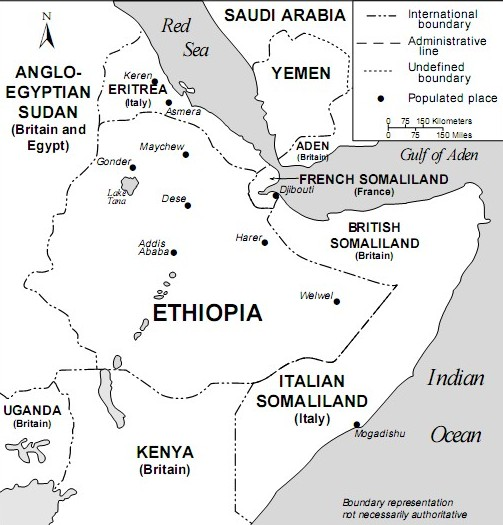
Welwel se situe dans le sud-est éthiopien.

Au cours des années 1930, le gouvernement éthiopien renforce sa présence militaire dans l'Ogaden où les troupes impériales se font harceler par les Italiens. Au début 1934, les Éthiopiens s'approchent des avant-postes italiens. Rome proteste, arguant que son territoire a été violé, mais refuse de clairement définir les limites de ses possessions. Haïlé Sélassié Ier décide d'envoyer une commission anglo-éthiopienne chargée de démarquer, elle arrive le 22-23 novembre 1934 à Welwel. Après presque deux semaines de tensions, des combats éclatent le 5 décembre 1934 et après deux jours, les Éthiopiens, ayant perdu 130 hommes, se retirent face à l'aviation et aux blindés des Italiens, qui ont subi des pertes moins importantes : 30 morts et 100 blessés. Pour Harold Marcus, il n'y a pas de doute sur le fait que les troupes italiennes aient « manifestement » agi « d'après des ordres ».
Du côté italien, on rejette la responsabilité sur l'Éthiopie et on refuse tout d'abord de soumettre le différend à un arbitrage. En effet, le gouvernement de Rome considère qu'en acceptant cette procédure « il se trouverait sur un pied d'égalité avec l'Éthiopie », ce qu'il juge « inconcevable et impensable ». Par ailleurs, il serait en tort du point de vue légal puisque Welwel se situe en territoire éthiopien, en vertu du traité de délimitation signé en 1928 par les deux pays. Or cet argument n'est pas valable selon Rome qui considère que l'agression est éthiopienne. En plus du refus de l'arbitrage, l'Italie exige des excuses de la part du gouvernement éthiopien. Cette nouvelle attitude, plus offensive, de la part de Rome est évoquée par Paul Henze qui déclare qu'après Welwel, « l'Italie fut saisie d'un délire nationaliste qui étouffa la voix de la prudence et les craintes d'un échec ».
Quant à Haïlé Sélassié Ier, il décide de saisir la Société des Nations (SDN) le 14 décembre 1934. Les deux communiqués de l'Éthiopie restent sans réponse et dès cette époque, Fitawrari Takele Hawariat, représentant du pays à la SDN, demande au Negusse Negest l'autorisation de préparer la résistance, plusieurs mois avant le conflit. En 1935, l'Éthiopie fait à nouveau appel à la SDN, lançant ainsi une phase de « vaines délibérations », largement influencée par le contexte européen de l'époque qui voit la montée en puissance des revendications allemandes.

### La «crise abyssinienne», vers le déclenchement de la guerre
Les discussions post-Welwel de l'époque ont placé la « crise abyssinienne » au centre des débats diplomatiques. Toutefois, divers facteurs politiques ont fortement influencé le cours des évènements.

#### Le poids de la question allemande
L'observation du contexte politique de l'époque permet de comprendre le cadre ayant orienté les discussions, aussi bien au sein qu'en dehors de la Société des Nations (SDN). À cette époque, deux grandes puissances dominent le globe : la France et le Royaume-Uni. Toutes deux font face à la montée des ambitions allemandes en Europe et la priorité de l'époque est de ne pas s'aliéner l'Italie afin d'éviter la création d'une coalition Rome-Berlin. La question allemande a donc été capitale lors des discussions visant à régler la crise. Les relations italo-allemandes sont à l'époque plutôt tendues notamment après l'assassinat du chancelier Engelbert Dollfuss en Autriche,. L'objectif est donc de ne pas « pousser Mussolini dans les bras de Hitler » en risquant une alliance avec Haïlé Sélassié Ier. Afin d'y parvenir, le Royaume-Uni et la France sont prêts à « sacrifier » l'Éthiopie. La nécessité de ne pas contrarier Mussolini est mentionnée par Berhanou Abebe ; celui-ci cite l'historien Max Gallo qui évoque le « problème crucial de l'époque ».
La tendance est confirmée par la conférence de Stresa, le 14 avril 1935, lors de laquelle, « à la grande surprise de Mussolini », la crise éthiopienne n'a aucune importance dans les discussions. Cette rencontre va sceller le destin de l'Éthiopie qui ne peut attendre beaucoup des deux grandes puissances.

#### Les prises de position des deux puissances majeures

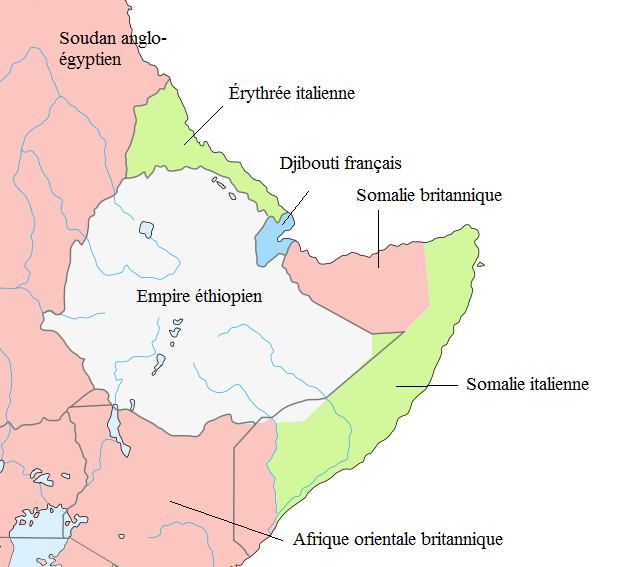
La corne de l'Afrique dans les années 1930.
Territoires italiens
Territoires français
Territoires britanniques

Dans la corne de l'Afrique, le Royaume-Uni a été l'allié de l'Italie durant les cinquante dernières années, depuis la cession de Metsewa,. Aussi bien Ramsay MacDonald, alors Premier ministre du Royaume-Uni, que Sir Austen Chamberlain sont des admirateurs de Benito Mussolini ; de nombreux officiels anglais ont affiché un certain engouement pour le fascisme. Pour Londres, l'absence d'intérêts en Éthiopie ne justifie aucune intervention. Néanmoins, une autre partie des politiques craint un possible expansionnisme italo-allemand. De plus, la conquête de l'Éthiopie pourrait éventuellement menacer l'Empire britannique en Afrique orientale. Ceux en faveur d'une intervention militaire sont rattrapés par la question du coût d'une telle opération.
L'Italie, certaine d'avoir neutralisé le Royaume-Uni, veut faire de même avec la France, traditionnellement alliée à l'Éthiopie. Or dans les années 1930, le gouvernement d'Addis-Abeba accélère le basculement d'alliance déjà annoncé par la question allemande et auquel de nombreux Français sont favorables. L'Éthiopie a brusquement augmenté les taxes sur les produits de luxe, venant majoritairement de France. Le 7 janvier 1935, un pacte est conclu entre le Premier ministre français Pierre Laval et Benito Mussolini. Les Italiens remportent ainsi une victoire diplomatique puisqu'ils obtiennent la non-intervention de Paris lors de l'invasion planifiée en échange d'une coopération contre Adolf Hitler. Cet accord convainc Haïlé Sélassié Ier qu'il lui est désormais impossible de compter sur un soutien de la France. Celle-ci va confirmer l'avis du Negusse Negest puisqu'en mars 1935, en violation de tous les traités en vigueur, elle bloque le trafic de matériel militaire à Djibouti.

#### Une communauté internationale impuissante
Pour de nombreux gouvernements, la guerre est déjà remportée par l'Italie. Aucun État ou même aucune coalition de pays ne semble pouvoir arrêter Benito Mussolini. En fait, la majorité des observateurs pensent même que l'Éthiopie préférerait accepter des concessions plutôt que d'affronter une nation européenne. Haïlé Sélassié ne peut pas compter sur les États-Unis qui ne sont pas membres de la Société des Nations (SDN) et qui sont sur le point de voter une loi isolationniste. En fait, il n'y a pas de véritable raison d'intervention ; le commerce entre l'Éthiopie et les États-Unis s'élève chaque année à moins d'un demi million de dollars. Le rôle des États-Unis reste limité face aux puissances que représentent le Royaume-Uni et la France ; ce manque d'influence est partagé au sein de la SDN par l'URSS, à peine sortie d'une révolution.
En réalité, deux pays gardent de bonnes relations avec l'Éthiopie : le Japon et l'Allemagne. Les deux nations ont des ambitions territoriales et la cause éthiopienne constitue une occasion de distraire la Société des Nations et ses membres. Malgré la détérioration de la situation, le Japon continue à investir en Éthiopie et au printemps 1936, il ouvre une légation.

#### Les contacts entre l'Éthiopie et l'Allemagne
L'Allemagne se montre enthousiaste à l'idée d'une possible défaite de l'Italie, pays opposé à ses ambitions en Autriche. Le scénario de la victoire éthiopienne n'est en effet pas entièrement écarté ; d'après Berhanou Abebe, beaucoup d'experts, de soldats et de voyageurs affirment que le climat rude et le relief difficile peuvent conduire à une défaite italienne ou tout au moins à une guerre longue. Les Allemands veulent neutraliser la Société des Nations et John Spencer note que les décisions importantes d'Adolf Hitler se font à des moments importants de la crise et du conflit. Le service militaire obligatoire est annoncé en mars 1935 alors même que les discussions liées à la crise éthiopienne sont particulièrement intenses à la SDN. Plus tard, la remilitarisation de la Rhénanie se fait à un moment clé du conflit, en mars 1936.
La possibilité d'un rapprochement avec l'Allemagne n'échappe pas à Haïlé Sélassié Ier. Il envoie en juillet 1935 David Hall, un Allemand, à Berlin afin de négocier un soutien militaire,. Hitler se saisit de l'occasion et permet à l'envoyé de recevoir, sur un fonds spécial du ministère des Affaires étrangères d'Allemagne, une somme afin d'acquérir 10 000 fusils Mauser, 10 millions de cartouches, des mitrailleuses et mitraillettes, des grenades et des médicaments. S'ajoutent 36 canons Oerlikon achetés en Suisse et 30 canons antichars de 37 mm ainsi que des munitions. L'échange est tenu secret tout comme le parachutage du matériel durant le conflit qui sera révélé par Haïlé Sélassié Ier lui-même vingt ans plus tard.

### Les débats et négociations

#### Un cadre inapproprié au bon déroulement du processus
Les débats ayant suivi l'incident de Welwel sont influencés par plusieurs éléments. Tout d'abord le manque de collaboration du gouvernement italien qui ralentit et retarde le processus. Publiquement, Rome entretient la confusion entre des annonces de volonté de paix et les préparatifs militaires dans le but d'envahir l'Éthiopie. Haïlé Sélassié Ier espère toujours que les grandes puissances, le Royaume-Uni et la France, « reprennent leurs esprits et interviennent, réalisant que la destruction de l'Éthiopie anéantirait la Société des Nations (SDN) ». C'est d'ailleurs le poids de ces deux États qui conduit la SDN à apporter des solutions tendant à favoriser l'Italie. Les États soutenant l'Éthiopie sont principalement ceux qui tiennent à la survie de la Société. Il s'agit par exemple des « petites nations » telles que les Pays-Bas ou les pays scandinaves.

#### Premières procédures
Le 3 janvier 1935, Haïlé Sélassié Ier envoie à la Société des Nations (SDN) une requête afin de permettre l'analyse de la situation. Le 19 janvier, la SDN annonce que les deux gouvernements doivent résoudre le différend par un arbitrage. En parallèle à ces débats, le gouvernement de Rome prépare l'invasion, une attitude dénoncée le 15 mars par l'Éthiopie. Le lendemain, Haïlé Sélassié Ier décide d'initier une procédure, basée sur les articles 10 et 15 du Pacte. La date « ne pouvait être plus malencontreuse » puisque le 16 mars 1935, Adolf Hitler annonce la remilitarisation. La crainte de Haïlé Sélassié d'une imminente invasion paraît fondée puisque le 23 mars, Benito Mussolini se dit prêt à « renverser tous les obstacles ».
En mai 1935, la SDN se saisit de l'affaire alors qu'entre-temps, les incidents frontaliers se sont multipliés. L'attitude de Mussolini est résumée par une de ses déclarations : « même si l'Éthiopie m'était apportée sur un plat d'argent, je la veux avec une guerre ». Toujours en mai, les grandes puissances interdisent les ventes d'armes aux deux belligérants, mais la mesure n'a touché que l'Éthiopie. L'Italie disposant d'un accès à la mer, les livraisons peuvent se faire, bien que secrètement. L'Éthiopie est quant à elle entourée par les colonies italiennes, françaises et britanniques, bloquant ainsi la voie maritime.

#### L'échec des discussions
Le 3 septembre 1935, la Société des Nations (SDN) renvoie les parties « dos à dos » en se déclarant incompétente sur le traitement de la question de la souveraineté et de la localisation de Welwel. Lors de ce mois, les discussions sont tendues. Pompeo Aloisi, délégué italien, décide, en pleine séance, de quitter la salle, après quoi il annonce son refus de siéger tant que l'Éthiopie est membre de la SDN. Le 6 septembre, Pierre Laval obtient la mise en place du Comité des Cinq qui rédige un plan prévoyant une assistance à l'Éthiopie mais également une participation poussée d'une commission de la SDN dans le gouvernement d'Addis-Abeba dans divers domaines : la police, les finances, la justice et l'éducation. Par ailleurs, il reconnaît un intérêt à l'Italie dans le développement économique du pays. Haïlé Sélassié Ier hésite, car il peut difficilement refuser les propositions de l'institution sur laquelle il fonde beaucoup d'espoirs, mais le 22 septembre, l'Italie rejette la proposition.
Benito Mussolini tient à soulever les forces militaires en insistant sur la conquête militaire de l'Empire éthiopien. Face à l'échec du Comité des Cinq, le Conseil de la SDN confie, le 28 septembre 1935, la préparation d'un rapport en vue de l'application de l'article 15 à un Comité des Treize qui poursuit son travail pendant la guerre qui, en cette fin de mois, semble inévitable. Haïlé Sélassié a tenté d'utiliser tous les moyens juridiques. La lenteur de la procédure de la SDN et les réticences des États à freiner l'Italie ont permis à Mussolini et ses troupes de se préparer et d'être en position pour la fin de la saison des pluies. Pour Samuel Hoare, les discussions ont échoué justement en raison de cette attitude belliqueuse italienne qu'il évoque dans un discours, le 11 septembre, en la qualifiant de « nouvelle éthique de la guerre pour la guerre ».

## Forces en présence

### Les préparatifs
Si le projet d'invasion naît clairement en 1931-1932, les Italiens vont principalement se préparer au conflit durant les années 1934-1935. Le 29 janvier 1935, après un accrochage à Afdoub, en Éthiopie, le gouvernement italien décrète la mobilisation le 5 et le 11 février de deux divisions, Peloritana et la Gavinana, respectivement de Palerme et de Florence. La mobilisation a lieu en Érythrée et non en Somalie. Des soldats et du matériel militaire sont envoyés massivement en Afrique de l'Est à tel point qu'en mai 1935, en quatre mois, le nombre d'Italiens à Asmera a quadruplé. En septembre 1935, on compte 200 000 soldats italiens dans la corne de l'Afrique et 140 000 nouveaux hommes s'embarquent pour la région. On compte également 620 avions. En outre, un voyage en Érythrée est organisé pour le général Richelli, directeur du service des armes chimiques.
Le gouvernement italien prend également diverses mesures fiscales et financières visant à transformer l'économie nationale afin de la préparer au conflit. Le 10 août 1935, le monopole de certaines matières premières dont le charbon, le cuivre, l'étain et le nickel est confié au commissariat à l'Armement. La convertibilité de la lire est suspendue. Les réformes visent à créer de nouvelles richesses et à baisser la consommation.

### Les armées et le matériel

#### Une armée éthiopienne

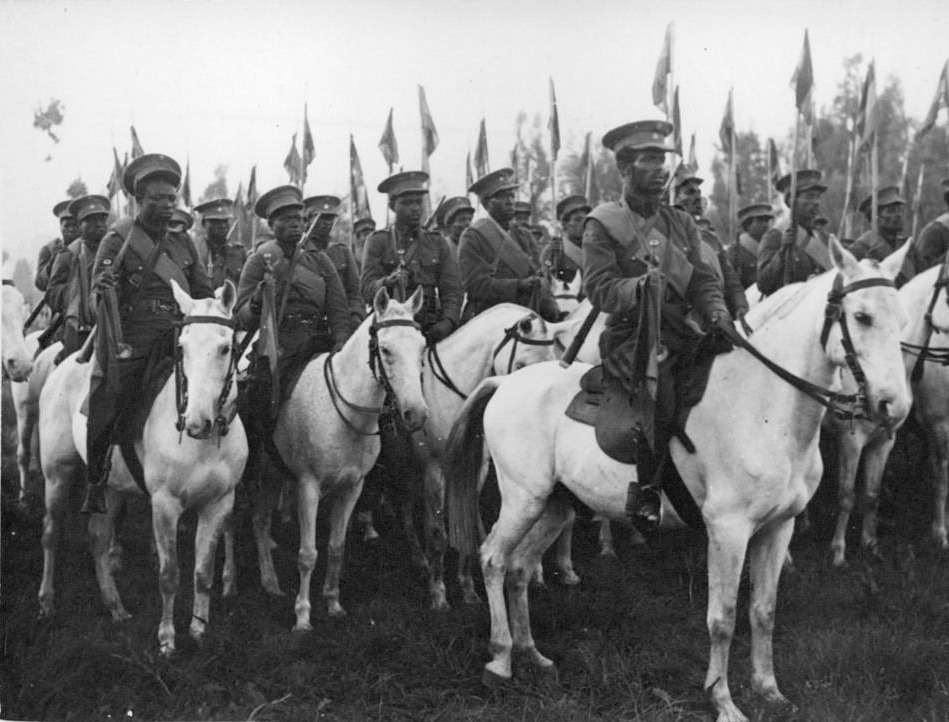
Cavaliers de l'armée éthiopienne en 1936.

L'évaluation des forces et du matériel éthiopiens est difficile. Le nombre de soldats éthiopiens est estimé entre 200 000 et 500 000 hommes. Seule la Garde Impériale, composée de 4 à 5 000 soldats, a reçu une formation moderne assurée depuis décembre 1934 par des officiers suédois ayant fondé une académie militaire.
L'armement et le matériel à disposition des Éthiopiens sont peu importants et anciens. L'importation d'armes modernes a été limitée par l'embargo en vigueur depuis mai 1935. Haïlé Sélassié Ier est conscient du manque de moyens, d'argent, d'hommes et de soldats correctement formés nécessaires pour vaincre une armée moderne. Quant au matériel promis par les Allemands, seule une partie a pu arriver en raison de la difficulté du parachutage clandestin. À cela s'ajoute le problème de l'acheminement jusqu'au front.
En effet, le système de communication est rudimentaire et on note une absence totale de logistique. Ainsi, les manques de vivres vont provoquer des désertions en masse. 90 % des troupes éthiopiennes ont des fusils anciens, vieux de plus de quarante ans. Bahru Zewde estime le nombre de fusils modernes entre 50 et 60 000 dont des Mauser-CZ. Les forces éthiopiennes n'ont à leur disposition que 125 mitrailleuses, les pièces d'artillerie sont quasiment inexistantes. La communication est également victime de ce manque de moyens : les ras Desta Damtew au sud et Kassa Haile Darge au nord possèdent chacun un appareil de radio.
Le commandement suprême revient à Haïlé Sélassié Ier. Celui-ci désigne, pour le front nord : les ras Seyoum Mengesha, Kassa Haile Darge, Moulougéta Yeggazou et Emrou Haïlé Sélassié ; pour le front sud, les ras Desta Damtew et Nessibou Zeamanouél.

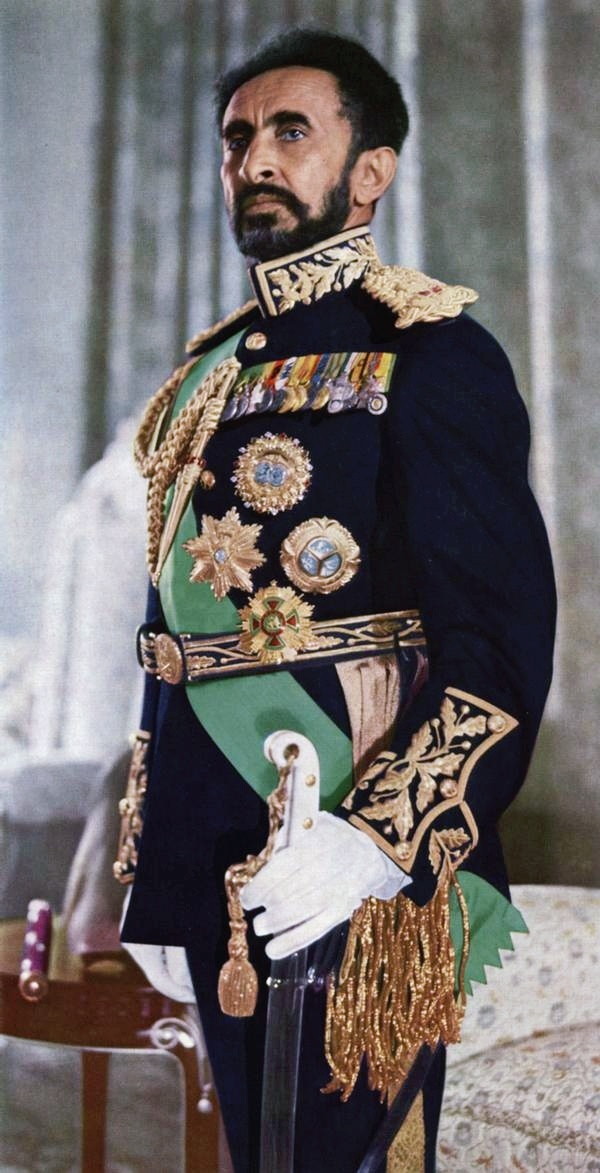
Haïlé Sélassié, commandant de l'armée éthiopienne.
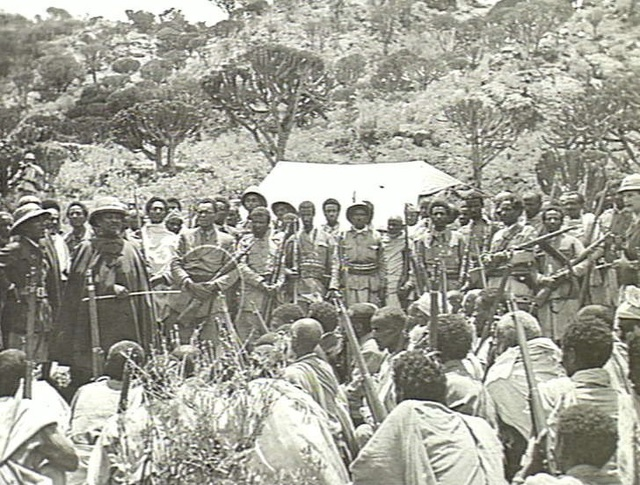
Le ras Seyoum Mengesha.
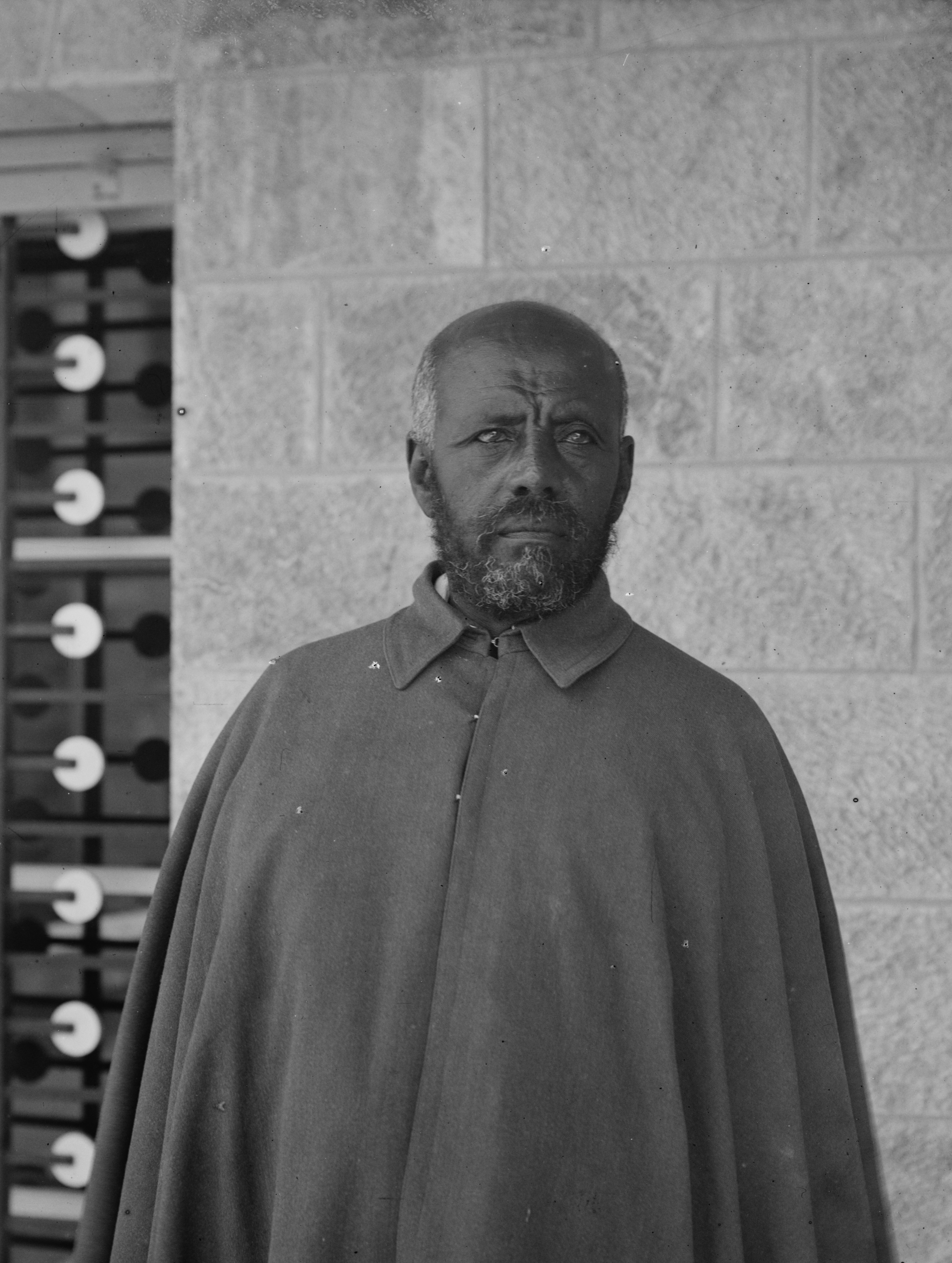
Le ras Kassa Haile Darge.
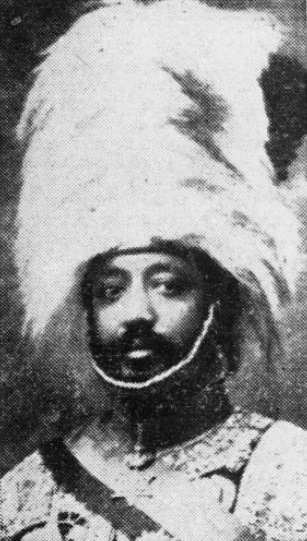
Le ras Desta Damtew.
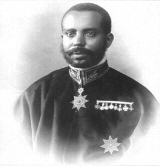
Le ras Emrou Haile Selassie.

#### Des forces italiennes prêtes au combat moderne
Face à cette armée dont l'organisation est jugée par Pietro Badoglio, et à juste titre selon Gontran de Juniac, « embryonnaire », les Italiens disposent de bien meilleures troupes. L'armée de Benito Mussolini compte 500 000 hommes dont les troupes régulières, des ouvriers, et du personnel assurant divers services (médecine, communication, etc.). Les cinq corps d'armées disposent des équipements les plus modernes, près de 500 pièces d'artillerie, 300 à plus de 500 avions, les « meilleurs du moment », pilotés par un personnel qui lui assure une « maîtrise de l'air absolue ». Concernant les munitions, les Italiens utilisent en une bataille la moitié de ce que les Éthiopiens utilisent pendant la totalité du conflit.
La différence se traduit par des avantages concrets pour les Italiens, dotés d'un matériel moderne. Ils peuvent par exemple décoder les messages des militaires éthiopiens. L'excellente logistique des forces de Mussolini tranche avec celle de Haïlé Sélassié Ier. Le niveau de préparation des Italiens est clairement supérieur, ceux-ci ayant longuement étudié les cartes géographiques. Dans l'arsenal à disposition des Italiens, il y a aussi des armes chimiques interdites par la convention de Genève : 60 000 grenades à l'arsine pour l'artillerie, 1 000 tonnes de bombes à ypérite pour l'aéronautique et 270 tonnes de produits chimiques agressifs pour l'emploi tactique.
Cette avance militaire et technologique des troupes italiennes est souvent présentée comme la première cause de la victoire de Mussolini.
Les forces italiennes sont dirigées nominalement par le président du Conseil, Benito Mussolini. Les combats du front nord sont initialement confiés à Emilio De Bono, rapidement remplacé par Badoglio ; au sud, Rodolfo Graziani est chargé de mener l'offensive.

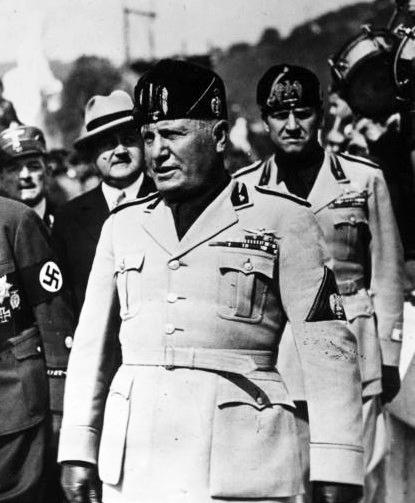
Benito Mussolini, commandant de l'armée italienne.
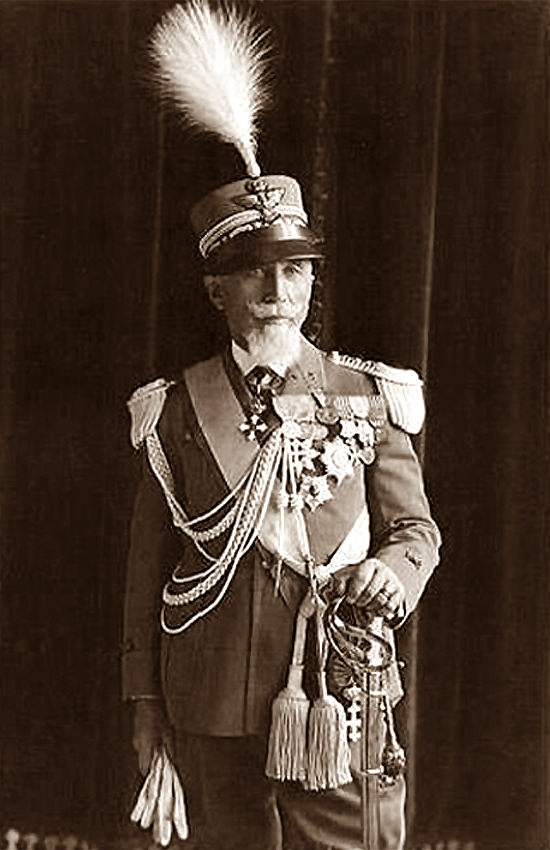
Emilio De Bono
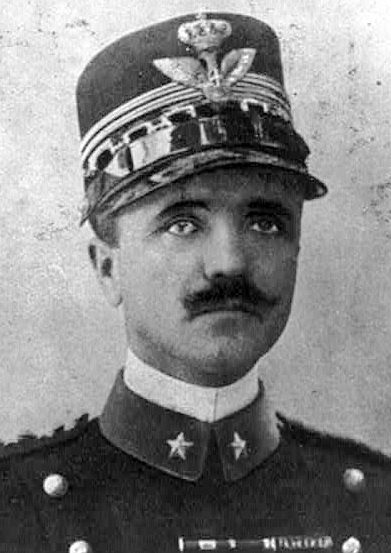
Pietro Badoglio

## Le déroulement de la guerre

### L'appel aux armes et le déclenchement du conflit
Le 25 septembre 1935, Haïlé Sélassié Ier annonce que ses troupes doivent rester à 30 km des frontières afin d'éviter tout nouvel incident. Cependant, il a également signé un décret de mobilisation qu'il garde secret, espérant toujours une résolution diplomatique. Le 2 octobre 1935, une grande mobilisation prend place à Rome et Benito Mussolini annonce au monde : « Nous avons été patients avec l'Éthiopie pendant quarante ans ; à présent notre patience est épuisée. ». Le même jour, le gouvernement éthiopien annonce que des soldats italiens ont violé la frontière de la région au sud du mont Moussa Ali, près de la colonie française de Djibouti.
Haïlé Sélassié Ier proclame officiellement la mobilisation et appelle ses citoyens aux armes le jour suivant, le 3 octobre à 11 h 00. Dans toute l'Éthiopie, la mobilisation se fait au son des negarits et Haïlé Sélassié ne peut cacher « une certaine désespérance ». Celle-ci est exprimée le 17 octobre, lors de son départ vers le nord afin de rejoindre l'armée de Moulougéta Yeggazou. Il proclame à l'occasion : « Préférons une mort glorieuse à la mort que nous subirons immanquablement du fait d'une quelconque maladie. Les Italiens se vantent de leurs armes, nous nous vantons de notre confiance en Dieu ».
Le 3 octobre 1935, en traversant la frontière entre la Colonia Eritrea et l'Empire éthiopien, les troupes de Mussolini déclenchent « la dernière guerre coloniale en Afrique ». En Italie, le Parti communiste (clandestin) mène une campagne contre l'invasion de l'Éthiopie.
Les combats se déroulent essentiellement sur le front nord, dans la région du Tigray bien que divers affrontements ont également lieu sur le front sud, dans l'Ogaden.

### Les affrontements du front nord

#### L'offensive de De Bono et la nomination de Badoglio

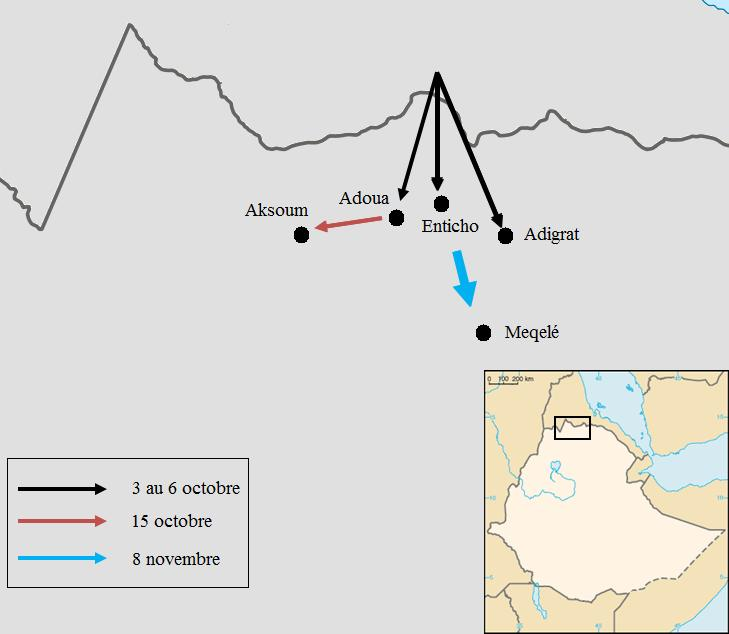
L'invasion de De Bono en octobre-novembre 1935.

Le 3 octobre 1935, à 5 h, 100 000 soldats menés par Emilio De Bono traversent le Mareb, frontière entre l'Empire éthiopien et la colonie italienne d'Érythrée. La colonne est divisée en trois formations, disposées sur un front de 95 km. Les premières cibles sont Adoua, Enticho et Adigrat. Du côté éthiopien, les opérations sont également menées sur trois fronts : l'axe Mekele-Dessie-Addis-Abeba est couvert par le ras Moulougéta Yeggazou, ministre de la Guerre, et ses 80 000 hommes ; à sa gauche, on trouve les 30 000 soldats des  ras Kassa Haile Darge et Seyoum Mengesha. Enfin, plus à l'ouest, le Bégemeder et le Godjam sont protégés par les 30 000 hommes du  ras Emrou Haïlé Sélassié. Le jour même du déclenchement du conflit, le ras Seyoum annonce à Addis-Abeba, par télégramme, les bombardements d'Adigrat et Adoua par l'aviation italienne. La première ville tombe le 5 octobre, et le lendemain, la deuxième est occupée, après deux jours d'intenses et « vengeurs » bombardements qui forcent le  ras Seyoum à la retraite.
Le 11 octobre, le dejazmach Haïlé Sélassié Gougsa, gouverneur du Tigré oriental, fait défection du côté ennemi avec 1 500 hommes,. La colère des Éthiopiens est d'autant plus importante que le peuple et les dignitaires impériaux apprennent l'attribution du titre de ras à Haïlé Sélassié Gougsa, six jours plus tard par les Italiens. Un poème rappelant la trahison a alors été publié dans un journal éthiopien à l'époque, il débute par les deux vers suivants :
N'auriez-vous point vu, sur la plaine de Meara,
Par où donc est passé, le deuxième Judas.
Le 15 octobre, Aksoum tombe et les Italiens commencent à progresser vers le fleuve Tekezé. Le 8 novembre, après un conflit « assez sanglant », ils s'emparent de la ville stratégique de Mekele. Ils sont alors freinés par l'artillerie éthiopienne. Il a donc fallu un mois aux forces de De Bono pour s'avancer d'environ 110 km. Plusieurs éléments peuvent expliquer la facilité ainsi que la lenteur de la progression italienne. Pour Bahru Zewde, l'Éthiopie laisse progresser son ennemi pour des raisons tactiques et diplomatiques : elle souhaite étirer la ligne d'approvisionnement italienne tout en exposant au monde l'invasion dont elle se considère victime. En effet, Harold G. Marcus note que les commandants éthiopiens ont reçu l'ordre d'attendre des renforts. En parallèle, De Bono se montre très prudent ; il ne veut pas engager ses troupes sans bonne préparation, afin de ne pas commettre à nouveau les erreurs de la bataille d'Adoua qu'il a vécue durant sa jeunesse.
Cette prudence va néanmoins lui coûter son poste. Le 11 novembre 1935, Benito Mussolini ordonne à De Bono de marcher sur Amba Alagi mais ce dernier refuse en insistant sur les risques stratégiques d'une prise purement symbolique,. Le Duce, impatient, décide de remplacer De Bono par Pietro Badoglio, « moins scrupuleux », et dont « le nom est associé à la phase la plus impitoyable de la guerre » qui va alors rapidement dégénérer « en une affaire sanglante de destruction gratuite et brutale ». En effet, le nouveau commandant va faire usage du gaz moutarde prohibé par la convention de Genève du Comité international de la Croix-Rouge de 1925,.
L'offensive de De Bono n'a constitué qu'une avancée limitée et une série de faits militaires sans grande importance. En fait, la guerre se joue plutôt, pendant un certain temps, sur le terrain diplomatique. Toutefois, à la fin du mois de novembre 1935, le 28, Haïlé Sélassié quitte Addis-Abeba pour Dessé où il établit son quartier général avec ses 30 000 hommes d'élite. Il quitte souvent son abri pour son arme antiaérienne et passe beaucoup de temps à réfléchir à un éventuel plan. Pendant ce temps, les Italiens bombardent les lignes d'approvisionnement tandis que la population locale se révolte en raison des réquisitions de nourriture et animaux par les militaires. Ce n'est que deux semaines plus tard que les véritables affrontements vont débuter.

### La contre-attaque et la défaite éthiopiennes

#### La première bataille du Tembén

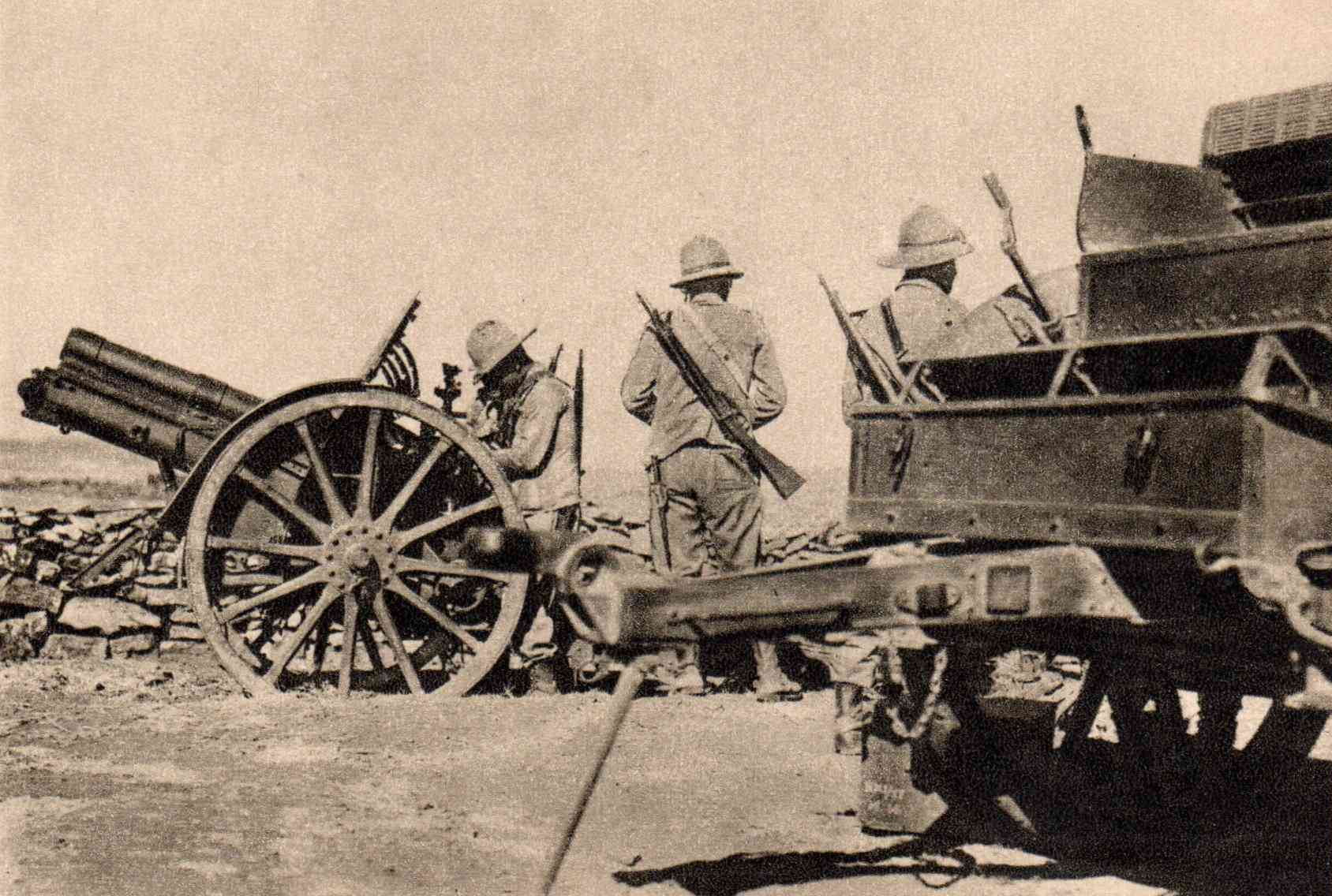
Obusier de 100/17 modèle 17 italien dans la province du Tembén.

Le mois de décembre marque le début de la campagne « active ». Haïlé Sélassié Ier, souhaitant mettre à l'épreuve le nouveau commandant, Pietro Badoglio, demande aux ras Kassa Haile Darge et Seyoum Mengesha de charger les Italiens occupant le Tigré pendant que le ras Moulougéta Yeggazou déborderait l'ennemi à Mekele afin de couper les lignes d'approvisionnement. Cet affrontement va se dérouler du 20 au 24 janvier 1936. L'offensive ne réussit que partiellement et donne, un instant, l'impression qu'une victoire éthiopienne est possible. Initialement, les troupes éthiopiennes remportent de tels succès, dans la lancée de leur poussée initiale, que l'état-major italien étudie une possible évacuation de Meqelé. Cependant, Badoglio parvient à résister mais ne peut lancer immédiatement la contre-offensive prévue. La supériorité de son armement ne suffit pas à faire la différence. En fait, les mitrailleuses des tanks italiens disposent d'un angle de tir limité, permettant aux Éthiopiens de s'en approcher en rampant pour ensuite s'en emparer. À ce moment, Kassa Haile Darge pourrait sembler proche du succès mais ses troupes sont éprouvées et mal équipées. Il n'y aucun véritable vainqueur à l'issue de cette première bataille du Tembén. Si les Éthiopiens parviennent à s'installer solidement dans la région, la sécurité des arrières de l'armée italienne n'est pas perturbée.

#### L'offensive du ras Emrou en décembre 1935
Au début du mois de décembre 1935, des opérations sont également menées par le ras Emrou Haïlé Sélassié qui réussit à conduire une attaque sur Adi Quala, centre de ravitaillement des Italiens, basés à Adoua. En réponse, Badoglio ordonne à l'aviation italienne de « défendre Adi Quala à tout prix », autorisant par conséquent l'utilisation de l'ypérite. Cette première violation des engagements internationaux par l'Italie, suivie d'autres, est signalée par le Negusse Negest, le 1er janvier 1936. Le 15 décembre 1935, au cours de l'« une des attaques les plus audacieuses de la guerre », le ras Emrou parvient à mettre en déroute un détachement askari mené par major Luigi Criniti dans le col stratégique de Dambagwina. Sa victoire fait de lui l'« abomination du fascisme italien ».
Cependant, ces attaques sont arrêtées les 21 et 22 décembre, avec l'utilisation du gaz, lors des bombardements qui font reculer Emrou vers la zone entre Aksoum et le Tekezé.

#### Les victoires italiennes de février 1936
À partir du 10 février 1936, les Italiens intensifient les bombardements et continuent à utiliser le gaz et vont remporter plusieurs batailles. Ils décident d'attaquer le quartier général du ras Moulougéta Yeggazou, située sur la forteresse naturelle de l'Amba Aradom. Le 19 février, après neuf jours de combat, les 70 000 hommes de Badoglio remportent la bataille au cours de laquelle 6 000 des 80 000 Éthiopiens périssent. L'armée de Moulougéta s'effondre et celui-ci va même périr durant la difficile retraite.
Arrivée après ce désastre, la colonne Kassa - Seyoum n'a pu venir en aide. Elle se retrouve rapidement confrontée à une nouvelle offensive italienne : la deuxième bataille du Tembén qui se déroule du 27 au 29 février. Les Italiens disposent d'une claire supériorité technique mais sont également plus nombreux en hommes. Cette différence s'explique par la volonté de Benito Mussolini ne souhaitant pas répéter l'erreur d'Adoua,. Il déclare : « Je suis prêt à commettre un péché d'excès mais jamais un d'insuffisance ». La bataille conduit à la destruction de cette colonne centrale et à une nouvelle retraite éthiopienne. Les deux commandants, les ras Kassa et Seyoum parviennent à rejoindre Haïlé Sélassié Ier à Korem avec des effectifs bien réduits.
Enfin, dans la région de Shiré, le ras Emrou Haïlé Sélassié progresse vers la frontière érythréenne et compte recapturer Adoua et Aksoum. Il est arrêté par les bombardements et l'artillerie de Pietro Badoglio, subissant ainsi un revers lors de cette bataille qui dure du 29 février au 2 mars. La défaite d'Emrou n'est pas aussi « catastrophique » que celles des colonnes Kassa-Seyoum et Moulougéta. De plus, la retraite s'effectue de manière ordonnée et les 10 000 soldats traversent le Tekezé. Ce bon commandement d'Emrou contribue, d'après Bahru Zewde, à la poursuite des combats par ce commandant même après la prise d'Addis-Abeba.
En quatre semaines, les troupes de Badoglio ont remporté les batailles du front nord. Les Italiens ont su profiter de la grande faiblesse des Éthiopiens : l'absence de coordination entre les trois colonnes. Ainsi, à l'ouest, le ras Emrou a pratiquement mené sa propre guerre. Cette progression éclair surprend le Negusse Negest qui décide d'aller affronter directement les Italiens à Maychew, dans le sud du Tigray.

### Les combats du front sud
Bien que les batailles décisives aient lieu sur le front nord, la guerre se déroule également dans le sud-est de l'Empire éthiopien. Les deux commandants de Haïlé Sélassié Ier dans cette zone sont le ras Desta Damtew, gouverneur du Sidamo et Nessibou Zeamanouél, gouverneur du Hararghe. Ils ont disposé leurs troupes dans l'Ogaden et le Balé ; celles-ci sont dotées d'un équipement plus moderne que celles du nord et font preuve d'une meilleure organisation. Les Italiens sont menés par Rodolfo Graziani, l'« homme qui symbolisera la face la plus sombre » de l'occupation. Son impatience l'amène à mener rapidement l'offensive malgré l'ordre de rester en position défensive. Contrairement aux montagnes du nord, les vastes plaines de l'Ogaden sont particulièrement idéales pour les tanks italiens absents de l'armée éthiopienne. Pendant un temps les Éthiopiens parviennent à s'opposer avant que l'utilisation du gaz ne mette fin aux résistances. Parmi les forces italiennes, on compte une importante armées d'indigènes, composée de 25 000 soldats.
Les combats débutent autour de Qorahe. Les Éthiopiens réussissent à infliger quelques pertes aux Italiens mais les premiers apprennent le 5 novembre 1935, la mort de leur meneur, Grazmatch Afewerq. La perte de moral favorise les forces de Graziani qui parviennent au cours du mois à s'emparer de Qorahe. Après ce succès, les Italiens s'arrêtent afin d'élaborer une stratégie contre les 60 000 hommes du dejazmach Nessibou situés dans le triangle Harar – Djidjiga - Degehabur.
À la mi-décembre, l'offensive est lancée par Graziani : les avant-postes éthiopiens ainsi que les villes de Harer et Djidjiga sont bombardés, l'emploi du gaz causant d'« immenses pertes et des destructions massives ». La colonne italienne avance vers Gerlogubi, puis Sassebaneh et enfin à Degehabur. Là, ils font face à une offensive des soldats de Dejazmach Nessibou Zeamanouél, épaulé par son commandant turc, Vehib Pacha.
Se trouvant dans une impasse, Graziani porte son attention vers l'ouest, en direction des troupes du ras Desta Damtew. Pendant les combats de Qorahe, ce dernier en a profité pour mener l'« une des campagnes les plus audacieuses de toute la guerre » en conduisant ses troupes jusqu'à Dolo sur la frontière avec la Somalie italienne. Cette longue et difficile marche coûte la vie à de nombreux Éthiopiens.
Graziani, au courant de cette opération, va rattraper les troupes épuisées de Desta Damtew. Le 6 janvier 1936, ce dernier informe le commandement impérial éthiopien de l'inéluctabilité du désastre qui attend ses forces, enracinées sur les deux rives du Jubba à 95 km nord de Dolo. En effet, Graziani va leur infliger une lourde défaite lors de la bataille de Genalé Dorya qui se déroule du 12 au 20 janvier 1936. Des milliers d'Éthiopiens sont tués tandis que les survivants fuient la colonne italienne qui les pousse sur 600 km jusqu'à Negele, bloquant ainsi la route menant vers le Kenya. Graziani, prudent, cesse quelque temps la progression afin de consolider l'autorité, les Italiens restent basés dans la région jusqu'à la fin de la guerre. Dès cette période, Desta Damtew met en place les opérations de résistance dans la région méridionale. Quant au deuxième commandant, Nessibou, il va se retirer de la région de Sassebaneh, conquise par les Italiens, après l'exil de Haïlé Sélassié, en mai 1936.
Malgré ces victoires italiennes, les Italiens sont confrontés à la désertion des askaris érythréens qui choisissent de se battre aux côtés des Éthiopiens. Ainsi à Genalé Dorya, 900 askaris rejoignent l'armée de Desta Damtew, une arrivée qui gonfle le moral de son armée et explique en partie, la poursuite de sa lutte au cours de la Résistance. Ces Érythréens se battent, d'après Bahru Zewde, avec « grande résolution ». Outre ces désertions, Graziani déplore des pertes bien plus importantes que celles de Badoglio au nord. La lente progression du premier l'amène à vivre une « expérience frustrante » lorsque le second, son concurrent, arrive avant lui à Addis-Abeba.

### Débats et discussions diplomatiques durant le conflit

#### Condamnation de l'invasion par la SDN
Le 3 octobre 1935, ayant appris le bombardement d'Adigrat et Adoua, Haïlé Sélassié Ier saisit promptement le Conseil de la Société des Nations et souligne la « violation de la frontière de l'Empire et la rupture du Pacte par l'agression italienne ». Le même jour, l'Italie envoie une réponse au Conseil et argue que la guerre lui a été « imposée » par « l'esprit belliqueux et agressif développé en Éthiopie ».
L'Italie se place en victime et prétend avoir été « contrainte » d'autoriser l'état-major en Érythrée à « prendre des mesures nécessaires de défense ». Le 7 octobre, le Conseil de la SDN, après un vote à l'unanimité, annonce que « le gouvernement italien a recouru à la guerre contrairement aux engagements pris à l'article 12 du Pacte ». Le responsable de l'agression a clairement été désigné, une première pour une organisation à vocation mondiale. Le 10 octobre, les mêmes conclusions sont adoptées par l'Assemblée à cinquante voix contre une contre, celle de l'Italie, et deux abstentions, celles de l'Autriche et de la Hongrie.

#### L'élaboration de sanctions
Un comité de coordination, appelé Comité des 18, est chargé de l'application des sanctions prévues par la Société des Nations. Si Haïlé Sélassié Ier voit en ces actes une victoire, l'application dans les faits va rapidement le décevoir.
En premier lieu, les sanctions militaires sont écartées. Par la suite, les décisions prises par le Comité sont qualifiées par Gontran de Juniac « d'une efficacité douteuse et d'une timidité incontestable ». De plus, la France bloque quasi-systématiquement les mesures. Berhanou Abebe juge les sanctions « superflues » et même « contre-productives » puisque le gouvernement italien en profite pour rallumer le nationalisme,. Les sanctions interviennent après l'invasion et celles économiques ne sont pas assorties d'un moyen exécutoire. « Ainsi », écrit Berhanou, la « SDN comptait administrer la justice sans la force ».
Le 11 octobre, le Conseil exige que les gouvernements appliquant un embargo sur l'Éthiopie rapportent cette mesure. En revanche, l'exportation, la réexportation et le transit de matériel militaire destiné à l'Italie est prohibé. Seulement, dans les faits, l'équilibre que paraît apporter ces sanctions ne se fait pas ressentir. Seuls les pays membres de la SDN sont concernés par ces mesures. Par ailleurs, les limites d'importation d'armes vers l'Éthiopie sont évidemment maintenues par l'Italie mais également par la France. Seule le Royaume-Uni laisse transiter quelques livraisons. Le 14 et le 16 octobre, le Comité des 18 annonce des sanctions financières et économiques « relativement bénignes » : l'importation de marchandises italiennes est interdite, tout crédit à Rome doit être coupé, la vente à l'Italie de moyens de transport, de caoutchouc et de plusieurs minéraux utilisés durant une guerre est interdite. Le 2 novembre, le Comité de coordination fixe l'entrée en vigueur des sanctions économiques au 18 du même mois. Le 6 novembre, le Comité propose d'élargir l'embargo au pétrole, au fer, à l'acier et coke ; il précise que cette mesure doit être appliquée dès qu'elle « s'avère nécessaire ». La France a critiqué les possibles sanctions sur le pétrole jugeant qu'elles sont de nature militaires et non économiques. Elle est parvenue, avec l'implication des Britanniques, à continuellement repousser les mesures sur le pétrole, l'idée étant de ne pas gêner les discussions se déroulant, dont celles aboutissant à un plan proposé à la fin de l'année 1935.

#### Le plan Laval-Hoare
Au cours du mois d'octobre 1935, Pierre Laval et Sir Samuel Hoare, secrétaire d'État aux Affaires étrangères au Royaume-Uni élaborent un plan censé satisfaire l'expansionnisme de Benito Mussolini tout en assurant à Haïlé Sélassié Ier qu'il n'y perdrait ni son honneur, ni son territoire. Le 7 décembre 1935, le plan est officiellement annoncé. Il propose certaines concessions territoriales et politiques ainsi que la détermination de zones d'influence économique. Ainsi, l'Éthiopie perdrait des portions septentrionales et méridionales de son territoire, elle verrait en outre, une vaste partie du sud passer sous domination économique italienne. De fait, il limiterait le contrôle de Haïlé Sélassié sur le Choa. En échange, les Italiens accorderaient aux Éthiopiens l'accès au port d'Asseb. Le plan propose également la participation de conseillers français, britanniques et italiens au sein du gouvernement d'Addis-Abeba.
Le 10 décembre, le plan est communiqué aux deux parties et est transmis, deux jours plus tard, au comité de la Société des Nations. Celui-ci annonce, le 13 décembre, la suspension des nouvelles procédures d'embargo afin de ne pas troubler « la marche des négociations ».
Mussolini, peu enclin aux négociations, rejette le plan Laval-Hoare, prouvant d'après John Spencer, une volonté du Duce de conquérir uniquement par la force militaire. Du côté éthiopien, le 17 décembre, un communiqué à la presse annonce également un refus : « Le fait d'accepter, même en principe, les propositions franco-britanniques serait une lâcheté et une trahison envers notre peuple, envers la SDN et envers tous les États qui ont confiance dans le système de la sécurité collective. ». Lorsque le plan est dévoilé au niveau international, il est mondialement rejeté et la polémique éclate, forçant Laval et Hoare à démissionner. Les concessions exigées par les auteurs du projet conduisent Harold Marcus à évoquer « le mépris cynique du plan Laval-Hoare envers le destin de l'Éthiopie ».
Ainsi prend fin cette première période de conciliation.

#### La SDN admet son échec
En mars 1936, le comité des Treize adresse un « appel urgent » pour la réouverture des négociations ; les deux belligérants acceptent et une réunion à la Société des Nations est prévue pour le 10 mars. Seulement, le 7 mars, l'Allemagne annonce la remilitarisation de la Rhénanie et dénonce le traité de Locarno.
Les débats sur la guerre italo-éthiopienne sont reportés au 23 mars. Néanmoins, les Italiens, qui viennent de remporter en février d'importantes victoires, retardent le processus. Le 20 avril 1936, le Conseil de la SDN admet l'échec de son effort de conciliation. Cette annonce n'est que purement formelle puisqu'elle est faite bien après l'ultime affrontement de ce conflit : la bataille de Mai Ceu.

### La bataille de Maychew et la retraite éthiopienne

#### L'affrontement
En février 1936, Haïlé Sélassié Ier, dont le campement est soumis aux bombardements italiens, décide de quitter Dessé pour se rendre à Korem où il apprend les défaites de ses commandants dans le nord. Le 21 mars 1936, il part s'installer vers Maychew, avec les 6 000 hommes d'élite de la Garde Impériale. Pendant quelques jours, le Negusse Negest discute avec ses chefs de la tactique à adopter. Bahru Zewde considère que la « procrastination » du commandement a enlevé aux Éthiopiens leur unique avantage : l'élément de surprise. Le combat est perdu d'avance mais il se comprend du point de vue symbolique. En effet, la tradition militaire éthiopienne veut que le Negusse Negest mène en personne une grande bataille victorieuse.
La situation semble plus que favorable à une victoire italienne et Haïlé Sélassié, qui prend part directement à la bataille, sait que les Éthiopiens n'ont aucun espoir. Les Italiens, solidement installés dans leurs fortifications ne peuvent perdre une guerre qu'ils ont entièrement dominée. Face à eux, les Éthiopiens sont largement affaiblis par les défaites de février. Les soldats du ras Emrou Haïlé Sélassié ne participent pas à la bataille, seuls les quelques soldats démoralisés des ras Kassa Haile Darge et Seyoum Mengesha prennent part. Quant aux troupes de Moulougéta Yeggazou, elles ont été annihilées à Amba Aradom. En fait, cette bataille constitue un test principalement pour la Garde Impériale, seul corps composé d'hommes nouveaux formés pour la guerre moderne. Toutefois, ils ne représentent que 6 000 des 30 à 40 000 Éthiopiens qui affrontent les 40 000 Italiens.
Vers la fin du mois de mars, la décision d'attaquer est prise par Haïlé Sélassié. Le 28 et le 29, il communique deux télégrammes à son épouse Menen dans lesquels il révèle les cibles qu'il choisit. Or ces derniers sont interceptés par les Italiens qui prennent ainsi connaissance du plan de leurs ennemis. Le 31 mars, vers 4 h, la première offensive éthiopienne lancée est un « désastre ». Les diverses vagues sont repoussées par les Italiens qui, progressivement, parviennent à avancer. De temps à autre, Haïlé Sélassié se rend sur le champ de bataille et tire à la mitraillette. Sous les bombardements aériens, les Éthiopiens sont obligés de fuir, laissant 8 000 morts sur le champ et permettant à leurs adversaires de remporter la victoire vers 19 h.
La retraite de l'armée menée par le souverain éthiopien marque une étape importante de ce conflit. Maychew est généralement considérée comme l'ultime affrontement de la guerre. Paul Henze parle d'une bataille « décisive et finale » tandis que Bahru Zewde rappelle que Maychew, l'« épilogue », est parfois le nom donné à l'ensemble de la guerre. Maychew a été sans conteste une défaite pour l'armée éthiopienne ; aux yeux de Haïlé Sélassié, l'unique solution est le départ vers Addis-Abeba.

#### Haïlé Sélassié se rend à Addis-Abeba
Durant la fuite, les Éthiopiens perdent plus d'hommes qu'à la bataille. La retraite a été un « cauchemar ». Elle s'est faite sous les bombardements au gaz moutarde des Italiens et dans un territoire où vivent les Rayas et les Azebos, des populations qui ont souffert d'une campagne punitive ordonnée par Haïlé Sélassié dans les années 1920. Ces rébellions le forcent à changer de chemin pour retourner à Addis-Abeba et il décide de passer par Lalibela où il arrive le 12 avril 1936. Il entre dans l'église Medhane Alem et y passe trois jours entiers sans manger ni boire. Le 15 avril, il continue sa retraite vers Addis-Abeba et arrive à Fitche, dans le Choa, le 28 avril. La route vers la capitale est difficile, les régions traversées sont livrées à l'anarchie et la vue des troupes impériales déclenche des coups de feu et de brèves escarmouches. Pendant ce temps, les Italiens ont occupé Dessie, où Pietro Badoglio établit son quartier général afin de préparer la marche sur Addis-Abeba. La capitale commence d'ailleurs à connaître d'importants troubles et les étrangers sont particulièrement inquiets. À la fin du mois d'avril, on compte 1 500 Arméniens réfugiés dans les bâtiments de la légation française. Les Britanniques font ériger une enceinte de barbelés tout autour de la leur.
Conscient de la chute inévitable d'Addis-Abeba, Haïlé Sélassié fait déplacer la capitale vers Goré, dans l'ouest du pays, une zone loin des fronts de guerre et relativement proche du Soudan anglo-égyptien. Le 30 avril 1936, le Negusse Negest arrive à Addis-Abeba où des coups de feu ont déjà éclaté. Il va passer deux jours « dans de cruelles hésitations », partagé entre ceux qui lui demandent de quitter le pays et ceux gardant espoir en une victoire. Parmi ceux-ci, Blatta Tekle Welde Hawariat, maire d'Addis-Abeba, fondateur de l'association des Patriotes qui a commencé la formation de plusieurs jeunes aux méthodes de la guérilla. Les divers partisans d'une résistance estiment qu'avec la saison des pluies qui approche, l'avancée italienne serait ralentie, permettant la constitution de mouvements ravitaillés depuis le Kenya et le Soudan. Haïlé Sélassié a d'ailleurs, un moment, envisagé de rejoindre le ras Emrou Haïlé Sélassié dans le Godjam pour poursuivre la résistance.
Le 1er mai 1936, le Conseil de la Couronne vote, à vingt-et-une voix pour et trois contre, en faveur du départ du Negusse Negest pour Djibouti. Il devra poursuivre une action diplomatique en Europe et à la Société des Nations. Le soir, la décision de ne pas défendre la capitale est prise ; les membres du Conseil ont estimé qu'une telle action aurait été vaine : la voie est libre pour les Italiens, situés à 200 km.

## Conséquences, bilan et réactions après la guerre

### Une victoire incomplète

#### La prise d'Addis-Abeba et la constitution de l'AOI
Au matin du 2 mai, John Spencer raconte qu'en sortant de son domicile à Addis-Abeba, une vaste couche blanche lui donne l'impression qu'il a neigé : la ville a été pillée. Pendant trois jours, Addis-Abeba est livrée au chaos : on déplore de nombreux morts, en grande majorité des Éthiopiens, le palais impérial est saccagé et des violences de masse touchent la capitale. Dans ce contexte, les troupes de Benito Mussolini peuvent apparaître comme restaurateurs de l'ordre. D'après John Spencer, Pietro Badoglio a payé des Éthiopiens afin de les encourager à participer aux pillages. À ce sujet, Bahru Zewde note que « certains ont même interprété le ralentissement italien avant d'entrer dans la capitale comme le dessein cynique cherchant à donner à leur arrivée l'image d'un acte de délivrance ».
Le 5 mai 1936, vers 15 h 45, les premières troupes italiennes s'approchent de la capitale dans des camions arborant des drapeaux nationaux et des fanions des Chemises noires. Ainsi, Badoglio remporte la course vers Addis-Abeba contre son rival Rodolfo Graziani. Les étrangers sont les premiers soulagés, les Français se montrant plus chaleureux que les Britanniques, selon Spencer. Après une heure, près de 300 camions sont déjà entrés et ce long défilé se poursuit plus tard dans la nuit. Le lendemain, le 6 mai, la ville retrouve le calme. Le 9 mai 1936, depuis son balcon de la Piazza Venezia à Rome, devant une « foule en délire », Benito Mussolini prononce un célèbre discours qu'il achève en clamant : « L'Éthiopie est italienne ! », des mots « incarnant le rêve de générations d'Italiens mais dont la vacuité allait bientôt devenir apparente ».

Découpage administratif de l'AOI.

La victoire italienne satisfait en apparence le rêve fasciste d'un Empire africain qui est nommé l'Africa Orientale Italiana (AOI). Le territoire éthiopien permet la connexion entre l'Érythrée et la Somalie italiennes. Cet ensemble est divisé en six régions : l'Érythrée (qui comprend le Tigré éthiopien) ; l'Amhara (Bégemeder, Wello, Godjam et nord du Choa) ; Galla et Sidamo (sud-ouest et sud), Addis-Abeba (plus tard renommé Shewa) ; Harar et enfin la Somalie (à laquelle est intégrée l'Ogaden). Le pouvoir suprême de cette entité appartient au vice-roi, poste d'abord occupé par Badoglio jusqu'à la fin mai 1936. L'Italie refuse désormais de reconnaître la présence du représentant éthiopien à Genève et le 12 mai, la délégation italienne se retire de la Société des Nations.
Néanmoins, au moment de la constitution de l'AOI, de nombreuses provinces demeurent toujours sous contrôle éthiopien. La carte de cet empire africain est donc « trompeuse » puisque l'Italie n'occupe et n'occupera jamais l'ensemble de l'Éthiopie. La suite a été un échec pour Mussolini qui n'a rien prévu de concret pour achever la conquête du pays. Sa politique coloniale est décrite par Alberto Sbacchi comme incohérente. Son échec s'explique notamment par la persistance des mouvements de résistance même après la prise d'Addis-Abeba et l'exil du souverain éthiopien.

#### La mise en place de la résistance

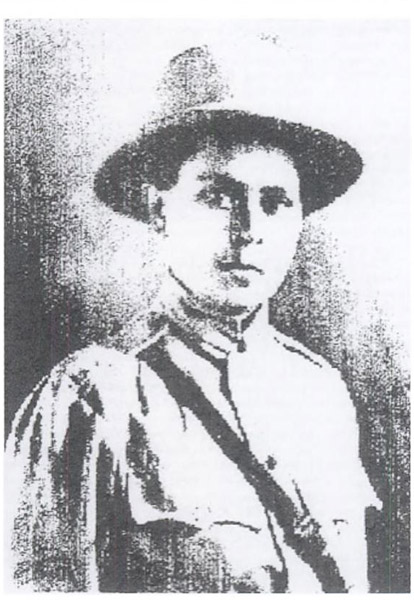
Kebedech Seyoum, célèbre résistante.

Le 5 mai 1936 ne marque pas véritablement la fin de la guerre, Harold Marcus parlant par exemple de victoire « incomplète ». Certains estiment même que le conflit ne prend pas fin en 1936 mais en 1941, intégrant les cinq années de résistance. Parmi ceux-ci, Denise Eeckaute-Bardery écrit :
« On ne sut guère, ou on feignit d'ignorer que la guerre n'était pas terminée et qu'elle dura jusqu'en 1941, c'est-à-dire jusqu'à l'éclatement réel de la Seconde Guerre mondiale. En effet la résistance continue dans le Gojjam, le pays de Béghédémir, le Choa, en Érythrée et en pays Galla, tant il est vrai qu'on ne peut venir à bout de la volonté d'un peuple, sauf à la massacrer tout entier. »
La résistance se met en place aussi bien de manière organisée que spontanée, dans l'ensemble du pays afin de mener une lutte dans laquelle les femmes ont apporté un « rôle stratégique important ». Avant son départ, Haïlé Sélassié Ier a nommé le ras Emrou Haïlé Sélassié régent et a établi un gouvernement provisoire dans l'ouest du Wellega, à Goré. S'il craint initialement ne pas être soutenu, il devient néanmoins un point de ralliement de la résistance. À sa disposition, il a notamment les forces du ras Desta Damtew, rescapé de la bataille de Genalé Dorya. Cette résistance ne constitue pas une coupure mais une poursuite de la guerre. Tout au long de la saison des pluies, de juin à août, les Italiens essaient de contrôler le nord et le centre du pays. Le ras Emrou tente alors une marche difficile sur Addis-Abeba mais, mis en échec, il est forcé d'abdiquer dans le Keffa.
En septembre 1936, près des deux tiers du territoire éthiopien restent administrés par des officiels de Haïlé Sélassié. En novembre, les Italiens progressent vers Jimma et Goré ; le mois suivant, Emrou est capturé et emmené en Italie tandis que les trois fils du ras Kassa Haile Darge sont pendus en public. Par la suite, on assiste au développement de mouvements adoptant la tactique du « hit-and-run » (ou « attaque-éclair »). L'écroulement des grandes unités, transforme la guerre conventionnelle en une guérilla qui dure jusqu'en 1941 ; du côté italien, on ne considère plus ces hommes comme des combattants ou des soldats mais des brigands. En février 1937, le ras Desta est battu à Goggeti en pays Gouragué ; capturé, il est exécuté sommairement. Ainsi, tout au long de l'Occupation, la Résistance se poursuit et son importance est telle qu'elle limite grandement la victoire italienne en restreignant le contrôle des soldats de Mussolini aux grandes villes.

### Le rôle de Haïlé Sélassié

#### L'exil
Lors de son retour à Addis-Abeba à la fin du mois d'avril 1936, Haïlé Sélassié Ier a hésité un temps avant de s'exiler jusqu'à ce que le Conseil de la Couronne se soit prononcé en faveur du départ. Cette décision et la nouvelle de l'exil a suscité une vive émotion. Pour la première fois dans l'histoire éthiopienne, le Negusse Negest quitte le pays face à une invasion étrangère. Une partie des Éthiopiens a critiqué le choix de l'exil, accusant le souverain d'avoir abandonné le pays. Toutefois, les historiens semblent comprendre cette décision. Ainsi Harold Marcus rappelle que Haïlé Sélassié, en restant en Éthiopie, aurait couru le risque d'une capture ou, pire, d'une soumission. Un point de vue partagé par Berhanou Abebe qui précise que le décès ou l'emprisonnement auraient eu de graves conséquences pour un pays occupé et non colonisé car malgré la défaite, l'Éthiopie a gardé « sa souveraineté en la personne » du Negusse Negest qui a refusé tout armistice. Pour ces raisons, l'exil a pu « symboliser le refus de l'Éthiopie d'accepter une défaite ».

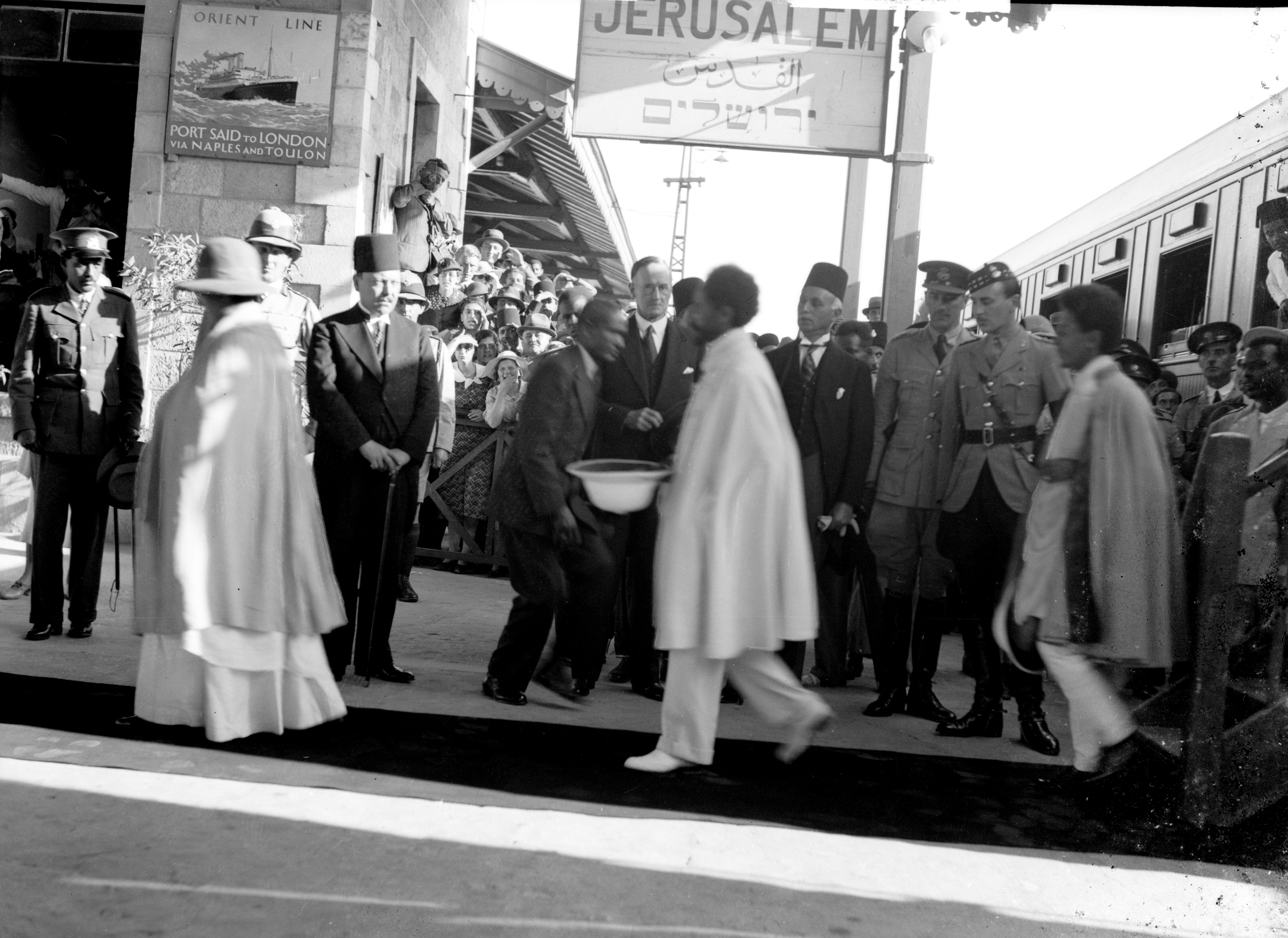
Haïlé Sélassié Ier de passage à Jérusalem.

Concernant les critiques reprochant l'abandon du pays, Paul Henze explique que « si cette accusation se comprend d'un point de vue émotionnel, elle révèle un manque de compréhension pour la politique et pour l'histoire. ». Haïlé Sélassié sait qu'il ne peut rien attendre des puissances étrangères. En revanche, l'exil lui offre la possibilité de mener un combat diplomatique. Par ailleurs, il ne peut mener une guérilla, ceci étant contraire aux traditions éthiopiennes.
En effet, les Éthiopiens considèrent que le devoir du Negusse Negest est de rester dans le pays et combattre à la tête de l'armée. Cet argument s'appuie sur l'histoire des souverains éthiopiens qui constituent une des dynasties avec le plus grand nombre de souverains morts au combat contre un ennemi.
C'est finalement le réalisme politique qui l'emporte sur l'idéal et les traditions : le 2 mai 1936, à 4 h, Haïlé Sélassié prend un train à Addis-Abeba pour se rendre à Djibouti. Le 4 mai 1936, à 16 h, il s'embarque dans un bateau britannique en direction de Jérusalem. Avant son départ, il a confié l'administration du pays au ras Emrou, avisé par téléphone, qui gouverne depuis Goré, nouveau siège du gouvernement éthiopien. Lorsqu'il arrive à la gare de Jérusalem, il est accueilli sous les acclamations d'une foule d'environ 8 000 personnes. Après un séjour de deux semaines, il part vers Londres, où il arrive le 3 juin 1936, sous les acclamations de la foule.
Plusieurs raisons conduisent le Royaume-Uni à accueillir Haïlé Sélassié sur son territoire. Cela lui permet tout d'abord d'éviter de se protéger des critiques de la Société des Nations. Ensuite, l'opinion publique britannique est majoritairement partisane de la cause éthiopienne. C'est surtout la possibilité pour le Royaume-Uni de garder un homme d'importance politique comme moyen de pression afin de garder Benito Mussolini dans son camp, plus clairement, pour l'écarter d'Adolf Hitler. Pour Haïlé Sélassié, sa venue en Europe est l'occasion de conduire un combat diplomatique dont l'appel à la SDN constitue un symbole.

#### L'appel à la Société des Nations
Depuis Londres, Haïlé Sélassié Ier prépare son départ vers Genève afin de s'exprimer à la tribune de la Société des Nations. Il fait savoir à la Suisse cette intention ; si sa présence pour l'assemblée est acceptée, les autorités helvétiques s'opposent à un séjour trop long dans leur pays. Une fois à Genève, Haïlé Sélassié se prépare pour son discours pendant quatre jours. Le 30 juin 1936, il arrive à la SDN. Au moment où il doit monter à la tribune, des journalistes fascistes se mettent à crier : « Assassin ! À la guerre ! Va rejoindre ton gouvernement ! Ça suffit négrillon ! ». Au milieu de ce vacarme, Nicolae Titulescu, diplomate roumain qui fut président de l'assemblée, se lève et clame : « À la porte les sauvages ! » demandant ainsi l'expulsion des perturbateurs. L'assemblée éclate en applaudissements et le public des tribunes proteste aussi contre les journalistes qui sont expulsés de la salle. Une brève bagarre s'ensuit avant que l'atmosphère ne soit à nouveau calme. Entre-temps, Haïlé Sélassié est resté impassible.
S'il a initialement opté pour le français, alors lingua franca de la majorité des membres de la SDN, le souverain éthiopien choisit au dernier moment de prononcer le discours en amharique. La traduction n'arrive qu'une demi-heure après. L'intervention est restée célèbre. Henze met cela sur le compte de l'éloquence de Haïlé Sélassié qui lui « valut les applaudissements de la salle et la sympathie du monde entier ». D'après Gontran De Juniac, « Son discours fit sensation ». Malgré le « retentissement » de cet appel, il ne semble avoir eu aucun effet direct,.
Plus concrètement, le Negusse Negest évoque divers points importants. Il critique l'absence de soutien financier à l'Éthiopie, évoque le risque que cette crise représente pour la SDN et dénonce les crimes commis par les forces de Mussolini. Il insiste sur la portée plus globale de ce conflit :

« C'est la sécurité collective. C'est l'existence même de la Société des Nations. C'est la confiance que chaque État place dans les traités internationaux. C'est la valeur des promesses faites aux petits États que leur intégrité et leur indépendance seront préservées. C'est le choix entre d'un côté le principe de l'égalité entre nations, et de l'autre celui de l'acceptation de leur vassalité. En un mot, c'est la moralité internationale qui est en jeu. »

— Haile Selassie I, « Appel à la Société des Nations », 27 juin 1936
Haïlé Sélassié s'indigne que l'on ait laissé un « gouvernement fort » détruire un autre peuple et déclare : « Dieu et l'Histoire se souviendront de votre jugement », une formule marquant ses déceptions concernant la sécurité collective. Il insiste sur ce point dans les dernières lignes de son discours et prévoit que d'autres pays pourraient subir le même sort que l'Éthiopie :

« Nous le demandons aux cinquante-deux États qui nous ont promis naguère d'aider le peuple éthiopien dans sa résistance à l'agression. Que veulent-ils faire pour l'Éthiopie ? Et les grandes puissances, qui ont promis la garantie de la sécurité collective pour les petits États sur lesquels pèse la menace qu'ils pourraient un jour subir le sort de l'Éthiopie, je vous demande quelles mesures comptez-vous prendre ? » »

— Haile Selassie I, « Appel à la Société des Nations », 27 juin 1936

### Bilan du conflit
Les historiens s'accordent à estimer le conflit à 150 000  à   280 000 morts. Certaines estimations avancent 400 000  à   500 000 morts (sans le décompte des victimes entre 1939-1941 et 1941-1945). Ces chiffres n'incluent pas les victimes civiles des conséquences de l'occupation Italienne, entre 1935 et 1941. Du gaz de combat non conventionnel fut utilisé. Cependant, certaines provinces n'étaient pas accessibles à la croix rouge, et les observateurs de la SDN avaient accès à certains lieux des affrontements, quand ils n'étaient pas refoulés. La presse internationale autorisée était fortement encadrée, et l'accès du territoire était interdit à un grand nombre de journalistes étrangers. Dès 1936, il y eut des actes de guérillas de la résistance éthiopienne, qui contrôlait une grande partie du territoire[réf. nécessaire].
Il ne faut pas aussi négliger le bilan de la Seconde Guerre mondiale, entre 1939 et 1941 en Éthiopie, où 5 000 résistants ou combattants et 95 000 civils moururent. Pour les Éthiopiens, le conflit avec l'Italie s'étala entre 1935 et 1947 (année des accords de Paris). Les 95 000 civils morts entre 1941 et 1945 sont morts principalement des causes de la famine, ou de maladies, et les 5 000 résistants morts le furent lors de combats contre les Italiens, et aux côtés des forces Britanniques, lors de combats en Érythrée et Somalie Italienne, et même pour déloger les Italiens de la Somalie Britannique occupée par les Italiens, en 1940. Il y eut même des combats dans certaines zones du Soudan, frontalières avec l'Éthiopie.
Au 1er janvier 2015, il restait en Italie 33 vétérans de ce conflit âgés de plus de 98 ans, et aucun en Éthiopie, Érythrée et Somalie[réf. souhaitée].

#### Crimes de guerre

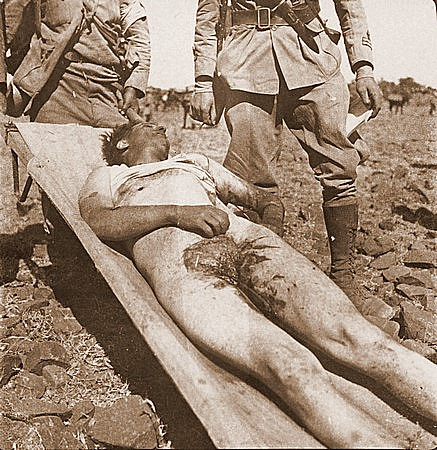
Soldat italien, émasculé pendant la guerre.

Du côté des forces de Haïlé Sélassié, les Éthiopiens ont pour habitude de mutiler, souvent castrer, les askaris érythréens faits prisonniers. À partir de décembre 1935, des Italiens subissent les mêmes traitements. Vers la fin du mois, un pilote italien, Tito Minniti, a les doigts mutilés, puis est castré avant d'être tué. Son corps est découpé en morceaux et sa tête, plantée sur une baïonnette, est envoyée à Degehabur. En février 1936, des Éthiopiens attaquent et tuent 74 civils italiens construisant une route dans le nord du pays. En parallèle, les forces de Haïlé Sélassié Ier utilisent les balles dum dum interdites par la convention de la Haye de 1899 (déclaration III). D'après l'historien James Strachey Barnes, les Éthiopiens ayant été les premiers à violer les conventions, les crimes de guerre commis par les Italiens seraient commis « légalement ».
Cette hypothèse est remise en question par le fait que dès le début de la guerre, le 3 octobre 1935, Benito Mussolini envoie presque quotidiennement des ordres radiotélégraphiés à ses généraux, relatifs à l'emploi des armes chimiques. Parmi les crimes italiens, l'utilisation du gaz est l'élément le plus marquant de cette guerre. Le premier ordre relatif à son emploi vient directement de Mussolini, répondant à Rodolfo Graziani à la fin du mois d'octobre 1935 et l'autorisant à utiliser les armes chimiques. Sur le front nord, l'avancée jugée trop lente d'Emilio De Bono conduit à sa démission et à son remplacement par Pietro Badoglio. Ce dernier reçoit le 28 décembre 1935, autorisation d'« utiliser, même à grande échelle, toutes armes chimiques ou lance-flammes ». L'ordre soumet les civils, le bétail et les récoltes à de lourdes attaques chimiques. Les attaques sont tellement intenses qu'il arrive parfois que 40 tonnes de bombes soient lâchées en moins de cinq heures, accompagnées de grandes quantités de gaz moutarde.
Le 9 janvier 1936, Mussolini autorise la guerre totale avec ces mots :

« J'autorise Votre Excellence à employer tous les moyens de guerre, je dis tous, qu'ils soient aériens comme de terre. Décision maximum. »

— Télégramme secret de Mussolini à Pietro Badoglio
Les bombardements chimiques d'artillerie et par avions se poursuivent, employant un total de 350 tonnes d'armes chimiques. Benito Mussolini va même proposer au début de l'année 1936 l'utilisation d'armes bactériologiques mais il retire sa proposition après un désaccord exprimé par Badoglio. Jusqu'en mars 1936, à la suite des victoires italiennes, la campagne de bombardement au gaz atteint des « proportions apocalyptiques ». Les champs que les soldats doivent emprunter pieds nus sont empoisonnés ainsi que les fleuves. Les crimes de guerre visent en outre les prisonniers ainsi que les civils ; les exactions se poursuivent au moins jusqu'en 1940.

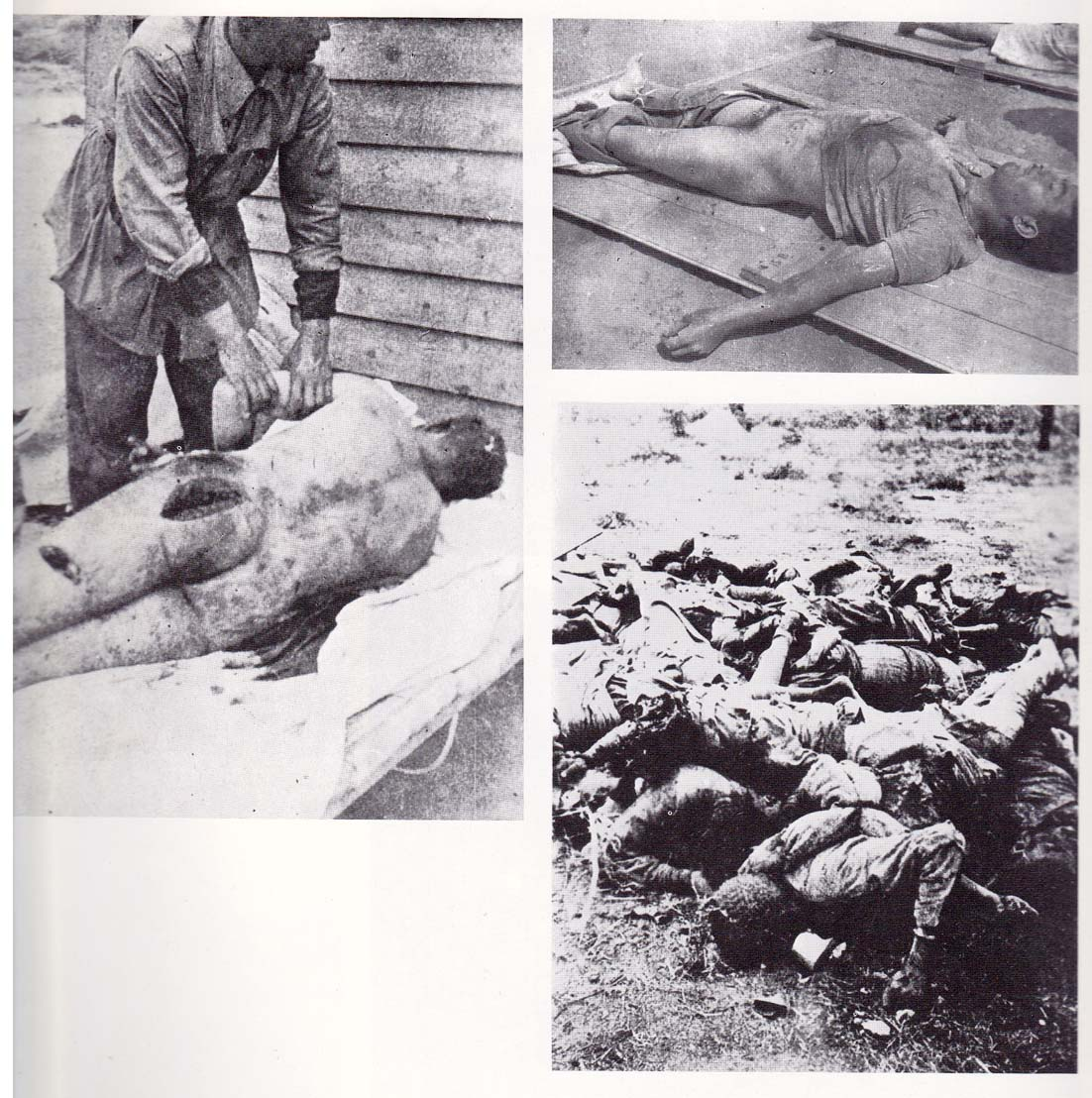
Massacre de Gondrand.

Enfin, les forces italiennes reçoivent l'ordre de ne pas respecter les marquages de la Croix-Rouge ennemie, ce qui conduit à la destruction d'au moins dix-sept hôpitaux et installations médicales éthiopiens. Le personnel de la Croix-Rouge rapporte notamment à cette époque la façon dont il est délibérément visé comme une cible désignée : « De toute la partie du front que j'ai pu reconnaître de mes propres yeux, aucun endroit n'a été bombardé avec la même intensité que le camp de l'ambulance suédoise ». Les Italiens justifient ces attaques en arguant que les ambulances de la Croix-Rouge permettent aux troupes éthiopiennes de se regrouper.
La Croix-Rouge est vivement critiquée par John Spencer en raison du refus d'envoyer des masques aux Éthiopiens, à la suite d'une demande de Haïlé Sélassié. La demande du Negusse Negest a été rejetée par le Comité de la Croix-Rouge qui a déclaré se trouver dans l'impossibilité d'envoyer des masques sans savoir à quels buts ils seraient utilisés. Cette réponse conduit John Spencer à écrire : « Le comité a négligé d'indiquer à quelle autre utilisation possible ils pourraient servir ! ». Le 23 mars 1936, le Comité des Treize de la Société des Nations demande à la Croix-Rouge d'apporter des informations pouvant éclaircir l'enquête sur les accusations d'utilisation de gaz. Elle refuse arguant que sa « neutralité » la conduit à exercer son devoir avec très grande discrétion. Ainsi, d'après John Spencer, la Croix-Rouge et son président, Max Huber, ont tenté « vainement de couvrir un crime international » que l'Italie n'a jamais nié. Les puissances tutélaires sont d'ailleurs au courant de l'emploi du gaz puisqu'une cargaison importante de ces toxiques est passée par le canal de Suez, alors sous contrôle britannique.

### Les causes de la victoire italienne

#### Une différence d'armement et de logistique
Le grand facteur de la victoire italienne est la différence d'armement entre les deux camps. Les Italiens disposent d'un matériel moderne, le plus récent et performant. Le blocus sur les armes empêche les forces de Haïlé Sélassié Ier de s'équiper de manière équivalente. Le nombre de fusils modernes du côté éthiopien est estimé entre 50 et 60 000. Quatre vingt dix pour cent des soldats sont équipés de fusils anciens, vieux de plus de quarante ans. Quant aux munitions, les Italiens sont en mesure d'utiliser en une bataille l'équivalent de la moitié de ce dont disposent les Éthiopiens pour l'ensemble de la guerre. « La disparité au niveau des mitrailleuses et de l'artillerie n'était pas moins flagrante ». Les Éthiopiens disposent de seulement 125 mitrailleuses et les pièces d'artillerie sont presque entièrement absentes.
C'est néanmoins l'aviation qui constitue un avantage décisif pour les Italiens. Ils comptent plus de 300 avions sur le front nord et 100 sur le front sud, des appareils parmi les « meilleurs du moment ». L'armée de l'air éthiopienne comprend seulement onze avions, dont huit en service, principalement utilisés pour les transports. L'Italie a pleinement joué de sa supériorité aérienne : bombardements des villes et des troupes en retraite, utilisation du gaz moutarde. Cet avantage italien est rapporté par des distiques éthiopiennes de l'époque :
Seraient-ils venus par Adoua ?, par Gonder,
Ils n'eussent jamais mis les pieds chez nous.
Mais ils ont emprunté le chemin du ciel,
Une contrée qui nous est inconnue.
La prière des Italiens vaut mieux que celle des Abyssins.
Au bout de quarante ans ils s'en reviennent avec des ailes.
D'après Berhanou Abebe, cette différence d'armement conduit certains à estimer que Haïlé Sélassié aurait dû adopter la tactique de la guérilla, adaptée à la géographie du pays. Le Negusse Negest a un moment pensé à amener les Italiens en profondeur pour ensuite mener des opérations de harcèlement. Toutefois, il est rattrapé par la tradition militaire éthiopienne. En effet, de telles tactiques de guérilla auraient fortement nui au prestige du Negusse Negest. Une remarque du ras Seyoum Mengesha auquel on présente les avantages d'une guerre asymétrique, résume parfaitement cet état d'esprit : « Le descendant du Negus Yohannes fait la guerre, il ne fait pas la guérilla comme un shefta »,La tradition éthiopienne veut, au contraire, que le Negusse Negest mène ses troupes à la victoire lors d'une bataille décisive. Ainsi, l'idée d'une guerre d'usure ne peut être que limitée.
Le manque de préparation des forces de Haïlé Sélassié Ier s'ajoute à cette différence d'armement. Des 200 à 300 000 soldats éthiopiens seuls les 5 000 de la Garde Impériale ont reçu une formation à l'européenne, adaptée à la guerre moderne.
Le deuxième facteur important est la différence des moyens logistiques, « exceptionnels » chez les Italiens. Le terme daterait d'ailleurs de cette époque. Chez les Éthiopiens, il n'existe presque aucun système d'approvisionnement et le manque de nourriture provoque des désertions en masse. Quant aux blessés, ils sont essentiellement pris en charge par des organisations étrangères. Le système de communication éthiopien reste basique : il permet aux Italiens de décoder les messages et empêche une bonne coordination militaire. Les communications radio sont mauvaises. Les ras Desta Damtew et Kassa Haile Darge disposent chacun d'un appareil de radio ; Harar compte une station fixe et l'Ogaden, deux équipements mobiles. Pietro Badoglio va d'ailleurs juger cette organisation d'« embryonnaire ». Ce dernier reconnaît la bonne préparation de De Bono qui a planifié l'invasion à l'aide de cartes et de plans précis. La connaissance du terrain a, sans aucun doute, facilité les déplacements des troupes italiennes. « La disparité la plus anormale » reste sans doute la supériorité numérique des Italiens notamment dans l'Ogaden où des askaris de Libye, d'Érythrée et de Somalie ont été mobilisés.
Une citation d'Angelo Del Boca résume l'ensemble des disparités : « Avant qu'ils [les Éthiopiens] ne rencontrent les Européens, ils vont endurer cinq niveaux d'enfers. Les bombes depuis l'air. Le bombardement des howitzers à longue portée. Le crachotement mortel des mitrailleuses. Les chars. Les askaris. ». Bahru Zewde ajoute à cette « lugubre image » le gaz moutarde.

#### Les faiblesses de la société éthiopienne
L'origine de la défaite éthiopienne peut bien être la société elle-même. Bahru note que l'on a souvent expliqué la victoire italienne en raison du féodalisme éthiopien. Il rappelle qu'en 1896, l'Éthiopie est bien plus féodale qu'en 1936, ce qui n'a pas empêché sa victoire. Ainsi, il explique : « Aussi paradoxal que cela puisse paraître, l'Éthiopie a été vaincue car elle était moins féodale. ». L'armée impériale se trouve en pleine transition entre féodalité et modernité, « un moment dangereux ». Politiquement, Menelik II bénéficie en 1896 d'une « harmonie féodale » alors que Haïlé Sélassié Ier, en phase de construction d'un État centralisé, n'a pas ce bénéfice. En clair, Bahru déclare : « Menelik mena une Éthiopie plus unie que sous Haïlé Sélassié ». Malgré la vague de réformes de 1916 à 1935, un État véritablement centralisé n'est toujours pas établi. En outre, l'intégration de tous les peuples incorporés à l'Empire depuis les campagnes de Menelik II à la fin du XIXe siècle n'est pas achevée. Certains voient encore les Amharas comme des « conquérants ».
Enfin, le « déclin de l'esprit martial » a également joué. Depuis Adoua (1896), l'Éthiopie n'a connu que deux grandes batailles : Segelé (1916) et Anchem (1930). Si les commandants éthiopiens à Adoua « sont nés dans la guerre, ont grandi dans la guerre et sont morts dans la guerre », ceux menant le combat quarante ans plus tard n'ont pas cette expérience militaire. Les grands personnages de l'Éthiopie de Haïlé Sélassié Ier ne sont plus des guerriers mais des administrateurs ou des hommes d'affaires.

### Réactions et répercussions

#### La Société des Nations discréditée
Le rôle joué par la Société des Nations fait l'objet de vives critiques portant notamment sur l'inefficacité des sanctions. L'ensemble du processus diplomatique a fait, selon Paul Henze, « plus de reculs que d'avancées » ; les longues discussions n'ont abouti qu'à des sanctions inoffensives. Pour Berhanou Abebe, elles sont même « contre-productives » puisque le gouvernement italien en profite pour rallumer le flambeau nationaliste. Harold Marcus est également très critique quant au rôle de la SDN et écrit : « Dire que la SDN travaillait contre les intérêts de l'Éthiopie serait généreux ». Les attentes de ce pays et de son souverain ont d'ailleurs été fortement déçues. Le rêve de Haïlé Sélassié d'une sécurité collective « se révéla illusoire ». Il a en effet activement mené campagne pour l'intégration de l'Éthiopie à la SDN et il s'est attendu à ce que la présence de sa nation au sein de l'organisme déclenche la mise en œuvre d'une sécurité collective. Durant les débats, il espère toujours que les grandes puissances « reprennent leurs esprits et interviennent, réalisant que la destruction de l'Éthiopie anéantirait la SDN ».
En effet, l'échec de la SDN est lié à l'importance de la géopolitique européenne. La France et le Royaume-Uni ont tout fait pour ménager Benito Mussolini et éviter qu'il ne s'allie avec l'Allemagne nazie. Cependant, d'après Harold Marcus, « ni la France, ni la Grande-Bretagne n'ont compris qu'accommoder Mussolini au-delà d'un certain point détruirait la crédibilité de la SDN, la plausibilité d'une sécurité collective et l'équilibre des pouvoirs en Europe. ». Cette invasion laisse à Mussolini la conviction que la France, le Royaume-Uni et la Société des Nations sont des reliques d'un autre âge et le monde tel que le veut le fascisme doit les effacer. Malgré les efforts des deux puissances, Mussolini va plus tard se tourner vers l'Allemagne.

#### Réactions internationales
Le 5 mai, Mussolini annonce « au peuple et au monde » la fin de la guerre ; les réactions sont diverses à travers le globe.
Le Vatican, réticent à soutenir une opération militaire à l'encontre d'un pays chrétien ne donne pas de position explicite. Lors de la visite d'une exposition consacrée à la conquête, le pape Pie XI salue l'expansion, mais ses propos imprudents sont immédiatement relativisés par son secrétaire d'État, Eugenio Pacelli, le futur Pie XII. Certains prêtres se montrent beaucoup moins équivoques, en soutenant explicitement les armées. Ainsi, le 24 octobre 1935, un prêtre de Crémone bénit les drapeaux en déclarant : « Que la bénédiction du Seigneur soit sur nos soldats, qui, sur le sol africain, conquerront des terres nouvelles et fertiles au nom du génie italien, en leur apportant les cultures romaine et chrétienne. Que l'Italie redevienne ainsi le guide chrétien du monde entier ».
Certains Italiens anti-fascistes s'opposent aussi à l'invasion. C'est le cas de Carlo Rosselli, en exil en France, qui lance le journal Giustizia e Libertà. Il est plus tard assassiné à Paris par la Cagoule, sur ordre de Mussolini.
Quelques pays refusent de reconnaître la victoire des troupes italiennes : les États-Unis, l'Union soviétique, le Mexique, la Nouvelle-Zélande et Haïti. En Afrique du Sud, aux États-Unis, au Brésil, en Uruguay, au Danemark et en Espagne, les réactions sont « vives » contre l'Italie et soutiennent la SDN. À Moscou, où pourtant l'on apprécie le facteur de stabilité italien face à Hitler, la popularité de Mussolini chute. On compte de nombreux ralliements à la cause éthiopienne dans l'opinion publique des États démocratiques d'Europe occidentale, continent américain, une partie de l'Asie. Un Anglais dirige un Comité international de Défense du peuple éthiopien auquel se joignent des personnalités de toute l'Europe dont Campolonghi, président de la Ligue italienne des Droits de l'Homme. En France, la volonté expansionniste de l'Italie suscite des réactions dans les opinions publiques, de tous bords. Ainsi, dans le journal Temps, on peut lire un manifeste en 1935 qui s'indigne du traitement réservé à l'Italie « sous prétexte de protéger en Afrique l'indépendance d'un amalgame de tribus incultes ». La réponse est rapide puisqu'un autre manifeste proteste contre l'inégalité en droit des races humaines.
Aux États-Unis, malgré une politique étrangère isolationniste, la société et le monde politique réagissent, notamment en raison de la « brutalité » de l'invasion. Avant la guerre, Mussolini est perçu comme un « dirigeant fort cherchant à mettre de l'ordre » plutôt qu'un dictateur. Après 1935, le Duce est devenu le meneur d'une « agression manifeste ». L'attitude de l'administration de Washington commence à changer à l'égard de Rome. En juin 1936, le Département d'État abroge le traité italo-américain de commerce et de navigation de 1871. En outre, les États-Unis refusent de recevoir le nouvel ambassadeur italien qui présente des lettres de créances au nom du « roi d'Italie et empereur d'Éthiopie ».
Lors du déclenchement de l'invasion, des éditoriaux, des comités et des organisations ecclésiastiques et syndicales, des groupements juifs et afro-américains vont tous appeler au soutien à l'Éthiopie. Seuls quelques groupes italo-américains et organisations catholiques ne se joignent pas à ce mouvement. Les deux camps se sentent tellement concernés par la question que des émeutes vont éclater entre Afro-Américains et Italo-Américains. Parmi les premiers, certains sont même prêts à embarquer pour se battre.
L'emploi d'armes chimiques était largement connu dans le monde entier à cette époque, excepté en Italie où une censure sévère était appliquée. Des associations se créent en défense de l'Éthiopie, c'est le cas au Royaume-Uni, aux États-Unis ou aux Pays-Bas entre autres. Deux journaux pro-éthiopiens sont créés : New Times et Ethiopia News, par Sylvia Pankhurst, en Angleterre ; et the Voice of Ethiopia, par le médecin éthiopien, Melaku Bayen, aux États-Unis. Au Japon, lors de l'invasion italienne, on assiste à la création de comités tels que l'Association des Problèmes Éthiopiens.
C'est notamment dans le monde colonial et dans sa classe intellectuelle que l'on trouve de nombreux appuis : Tunisie, Inde, Maroc. Léopold Sédar Senghor déclare sa solidarité au pays dans un poème à l'Éthiopie. Les protestations se multiplient de la Jamaïque à Haïti. Au Maroc, le Maglizen et les lettrés soutiennent l'Éthiopie ; à Fès, les Bou Atad prient pour le succès des forces de Haïlé Sélassié. En Afrique du Sud, le général Jan Smuts, Premier ministre intérimaire de l'Union, affirme que le conflit peut avoir des conséquences continentales car « chaque sujet africain a, d'ores et déjà, donné sa sympathie à l'Éthiopie ». L'ancien dirigeant ghanéen Kwame Nkrumah, alors étudiant, écrit dans sa biographie qu'il est alors à Londres quand il voit la une de presse « Mussolini envahit l'Abyssinie ». Il fut immédiatement saisi d'une émotion violente :

« À ce moment, ce fut comme si tout Londres m'avait déclaré la guerre. Pendant quelques minutes je ne pus rien faire d'autre qu'observer les visages des passants impassibles, me demandant intérieurement si ces gens-là était conscients de leur colonialisme maladif, et priant pour que le jour vienne où je puisse jouer mon rôle dans la chute de ce système. Mon nationalisme remontait à la surface ; j'en étais prêt à passer par l'enfer s'il le fallait, pour atteindre cet objectif »

— Kwame Nkrumah
Dans l'ensemble, il s'agit d'agitations véritablement symboliques sans réels effets politiques.

## Dans les arts et la culture populaire

### Filmographie

#### Cinéma
- 1936 : Il Grande appello de Mario Camerini.
- 1937 : Sentinelle di bronzo de Romolo Marcellini.
- 1938 : Luciano Serra, pilote de Goffredo Alessandrini.
- 1939 : Les Robinsons de la mer de Flavio Calzavara.
- 1990 : Le Raccourci de Giuliano Montaldo.